# Gelduba
Gelduba war ein römischer Garnisonsplatz am Niedergermanischen Limes, der seit 2021 zum Bestand des UNESCO-Weltkulturerbe gehört. Das Kastell wurde bei einem gleichnamigen, ubischen oppidum angelegt. Das heutige Bodendenkmal liegt im Krefelder Stadtteil Gellep-Stratum am Niederrhein. Besonders bekannt wurde der Siedlungsplatz durch seine Nekropole, von der über 6000 Gräber archäologisch untersucht wurden. Die Belegungsdauer der Gräberfelder reicht vom ersten bis zum achten Jahrhundert und besitzt damit eine der seltenen Siedlungskontinuitäten von der römischen bis in die merowingische Zeit.

## Lage

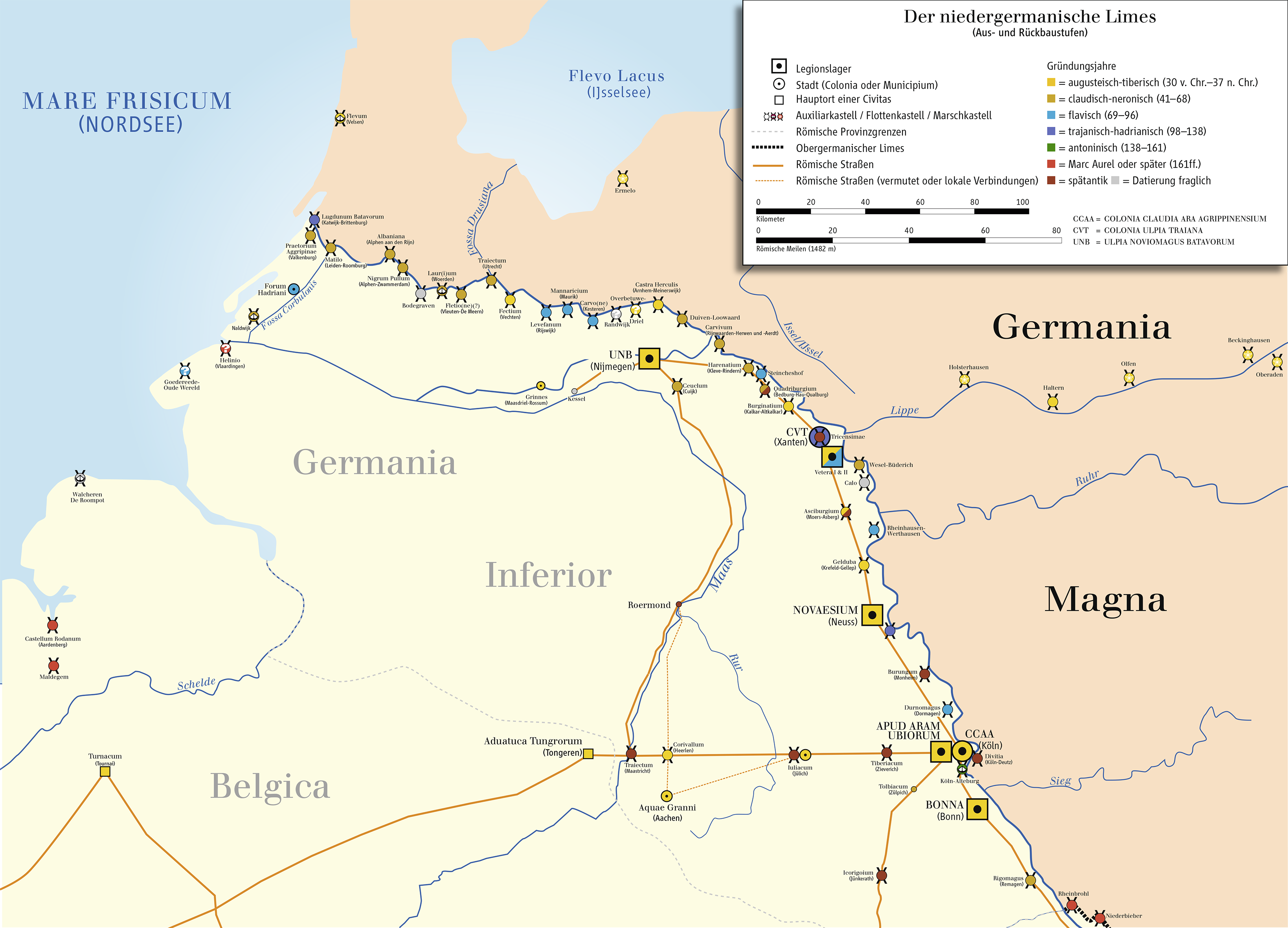
Lage von Gelduba am Niedergermanischen Limes

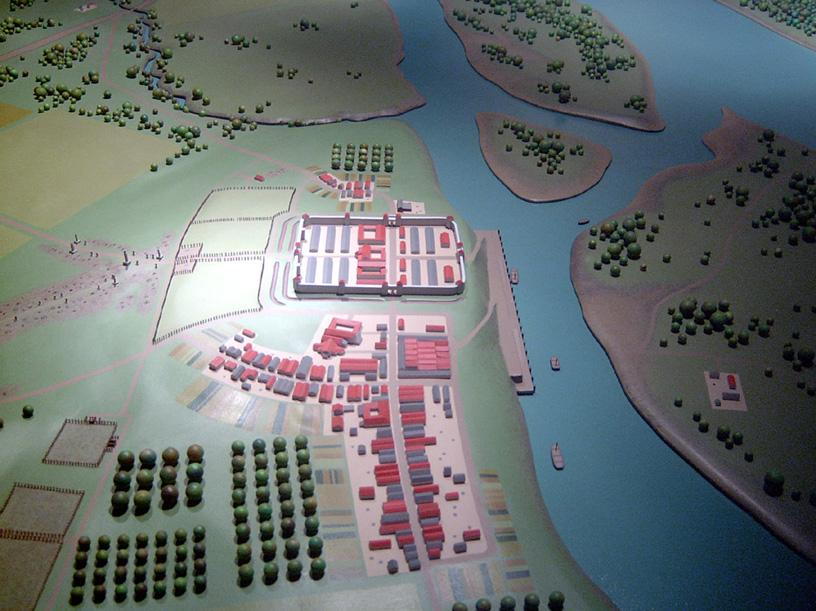
Ein Modell des Kastell Gelduba

Bereits seit der Jungsteinzeit war der Raum, in dem später Gelduba entstehen sollte, ein bevorzugter Siedlungsplatz, dessen Kontinuität durch die Funde von Steingeräten und Keramikscherben sowie bronze- und eisenzeitlichen Gräbern, von denen insgesamt über 50 gefunden wurden, belegt ist. Der Platz befand sich, durch die unmittelbare Nähe zum Fluss, günstig gelegen, auf einer hochwasserfreien Kuppe der Niederterrasse des Rheins, etwa zehn Meter über dessen Höhe. Zusätzlich war die Stelle durch einen dort in den Rhein mündenden Bach begünstigt sowie durch das für Ackerbau bestens geeignete Hinterland.

## Antike Quellen
In den antiken Quellen wird Gelduba in der Naturalis historia des Plinius erwähnt sowie wiederholt in den Historiae des Tacitus, bei Letzterem insbesondere im Zusammenhang mit den Ereignissen des Vierkaiserjahres und des Bataveraufstandes 69/70. Im Itinerarium Antonini findet sich Gelduba zwischen Novaesium (Neuss) und Calo verzeichnet, jeweils neun Leugen von diesen Orten entfernt.

## Forschungsgeschichte
Die Kenntnis von Gelduba und seiner Identität mit Gellep scheint im Laufe der Jahrhunderte nie gänzlich verloren gegangen zu sein. Bereits in dem 1571 erschienenen fünfbändigen Reiseführer „Rhenus“ wurde von dem Geistlichen Bernardus Mollerus diese Gleichsetzung vorgenommen und auch in der Mitte des 17. Jahrhunderts war sie dem Kölner Geschichtsschreiber Aegidius Gelenius geläufig. Als zu Beginn des 18. Jahrhunderts einige Historiker aufgrund der Namensähnlichkeit glaubten, das Kastell habe in der Stadt Geldern gelegen, wies der Historiker Werner Teschenmacher diese Ansicht zurück und bestimmte das Dörfchen Gellep richtig als das vermisste Gelduba. Im Jahre 1810 berichtete der Uerdinger Kaufmann Heinrich Wilhelm Herbertz von ersten Raubgrabungen, interessierte Abnehmer der Artefakte waren damals die Soldaten der napoleonischen Besatzungsarmee.
Die ersten wissenschaftlichen Schriften über das Kastell Gelduba verfasste 1851 und 1857 Anton Rein, Rektor der höheren Stadtschule zu Krefeld, sowie der Uerdinger Lehrer Franz Stollwerck im Jahre 1877. Von wissenschaftlicher Archäologie konnte jedoch bis zu diesem Zeitpunkt in Krefeld noch nicht die Rede sein. Ausgrabungen wurden von der Attraktivität und/oder der Verwertbarkeit des Fundgutes bestimmt, Fundzusammenhänge blieben weitgehend unbeachtet. Umfangreiche Privatsammlungen mit Fundmaterial aus Gelduba entstanden so im Laufe des 19. Jahrhunderts, von denen jedoch fast alle Bestände den beiden Weltkriegen zum Opfer fielen.
1896 war der Krefelder Gymnasialprofessor August Oxé der erste, der kleinere archäologische Ausgrabungen mit wissenschaftlichem Anspruch durchführte, wobei er auf einige Gräber sowie Mauern der Auxiliarkastelle stieß. 1914 und 1930 folgten südlich und südöstlich von Gellep weitere, ebenfalls nicht besonders umfangreiche Untersuchungen durch das Rheinische Landesmuseum Bonn (zuletzt unter der Grabungsleitung von Kurt Bittel), die ohne nennenswerte Ergebnisse blieben.
Der Beginn systematischer Großgrabungen in Gellep ist eng mit dem Namen Albert Steeger verknüpft, bis dahin Geologe und Rektor einer Mittelschule. 1934 nahm er planmäßige Grabungen im Gelleper Gräberfeld auf. In den folgenden beiden Jahren legte er fränkische Bestattungen des 6. und 7. Jahrhunderts frei, ferner spätrömische und frühfränkische Gräber aus der Zeit des Übergangs von der Antike zum Mittelalter, vor allem aus dem 5. Jahrhundert. 1936 verließ er den Schuldienst und widmete sich ausschließlich seinen Grabungen und dem Aufbau eines Heimatmuseums. Bis zu seinem Tode 1958 hatte er 1198 Bestattungen ausgegraben. Renate Pirling, Direktorin des Museumszentrums Burg Linn, setzte von 1959 bis 1994 seine Arbeit im römisch-fränkischen Gräberfeld fort, wo inzwischen weit über 6000 Gräber geborgen worden sind. Während sich Albert Steeger in den 1950er Jahren dem Gräberfeld widmete, gruben Wilhelm Piepers (1954 und 1955) und Gustav Müller (1958) vom Rheinischen Landesmuseum Bonn im Bereich des Vicus. Das Kastellareal wurde in den 1960er Jahren von Christoph B. Rüger und Ilse Paar untersucht. Ab Anfang der 1980er Jahre war Christoph Reichmann (1996–2016 Direktor des Museumszentrums Burg Linn) Grabungsleiter für die Untersuchungen im Kastell- und Vicusbereich.

## Gelduba bis zur Zeit des Bataveraufstandes
Namengebend für die spätere römische Garnison Gelduba war eine Ansiedlung einheimischer Bevölkerung, aus der Anfang des 1. Jahrhunderts ein Dorf der Ubier hervorging.
Das Dorf lag unmittelbar nördlich des heutigen Gellep im Bogen des Mühlenbachzuflusses in den Rhein. Dieser Bach (früher Gelfbach genannt) markierte die Grenze zwischen den nördlich siedelnden germanischen Cugernern bzw. den südlich ansässigen Ubiern. Seit den Coloniegründungen unter Trajan und Claudius zählte das nördliche Gebiet zum Verwaltungssprengel der Colonia Ulpia Traiana (Xanten) und der südliche Bereich einschließlich Gelduba zur Colonia Claudia Ara Agrippinensium (Köln).

### Germanische Siedlung
Der Bereich der germanischen Siedlung war bereits zwischen 1969 und 1977 archäologisch untersucht worden. Dabei wurde auf großer Fläche Siedlungsspuren in Form von Pfostenlöchern, Fundamentgräben, Abfallgruben und Brunnenschächten freigelegt. Ausweislich des Fundmaterials war das Dorf wohl im letzten Viertel des ersten vorchristlichen Jahrhunderts gegründet worden und hatte bis zum Ende der sechziger Jahre des ersten nachchristlichen Jahrhunderts bestanden. Die Münzreihe schließt mit einer Prägung des Jahres 68, auch die geborgene Keramik liefert keinerlei Hinweise auf eine längere Besiedlungsdauer. Ausgeprägte Brandspuren belegten, dass die Ansiedlung ein gewaltsames Ende erfahren haben muss. An diesem Punkt deckt sich der archäologische Befund mit der schriftlichen Quelle des Tacitus, der in seinen Historien von schweren Kämpfen zwischen römischen Truppen und batavischen Aufständischen bei Gelduba berichtet. Zur Zeit der aufflammenden Bataveraufstände befand sich eine römische Eingreiftruppe im zivilen Dorf der Ubier; als Abwehrmaßnahme gegen die Angriffe der Aufständischen waren u. a. Fallgruben und Gräben angelegt worden.

### Römisches „Massengrab“
Auf dem Gelände am Rheinufer beim späteren Kastell Gelduba trafen die Kontrahenten aufeinander.
Auf diese kriegerischen Auseinandersetzungen weist auch der ungewöhnliche Befund einer Bestattung von rund vierzig menschlichen und ebenso vielen Pferdeskeletten. Sie alle waren in nur geringer Tiefe (0,7 m bis 1,0 m unter der heutigen Geländeoberfläche) in den Erdboden eingebracht worden. Die Ausrichtung der einzelnen Gräber war uneinheitlich, ebenso die Lageform der Skelette. Manche lagen auf der Seite, manche in Embryostellung mit angezogenen Knien. Wiederholt wurden, teilweise aufeinander liegend, zwei oder drei Individuen in einer gemeinsamen Grablege aufgefunden. Neben dazwischen liegenden einzelnen Pferdegräbern fanden sich auch Gruben, in denen Mensch und Pferd gemeinsam bestattet worden waren. Die gesamte Gräbergruppe erweckte den Eindruck, als seien die Bestattungen in größter Eile vorgenommen worden. Es wurden keine Spuren irgendwelcher Särge entdeckt, Grabbeigaben fehlten nahezu gänzlich. Der Fund einer einzelnen Fibel, der eines bronzenen Zaumzeuges und der von weiteren Pferdegeschirrteilen, die alle auf die zweite Hälfte des ersten Jahrhunderts zu datieren waren, machten jedoch eine zeitliche Zuordnung möglich.

### Marschlager des Vocula
Der obergermanische Statthalter Marcus Hordeonius Flaccus und der Kommandeur der IV. Legion, Gaius Dillius Vocula, hatten am Niederrhein Abteilungen der Mainzer, Bonner und Neußer Legionen sowie Hilfstruppen zusammengezogen. Zweck der Operation war der Entsatz des Legionslagers Vetera/Birten, das von Iulius Civilis und seinen Batavern belagert wurde. Mögliche Spuren des im Zusammenhang mit dem Bataveraufstand bei Tacitus erwähnten und nördlich von Novaesium angesiedelten Marschlager des Gaius Dillius Vocula entdeckte der Archäologe Christoph Reichmann 1983 außerhalb des Bereiches der späteren Auxiliarkastelle und unweit der ubischen Siedlung. Die Befunde setzten sich aus mehreren rund drei Meter breiten und zwei Meter tiefen Spitzgräben, Spuren von Toranlagen und Holztürmen zusammen, sowie einem halbmondförmigen Verteidigungs-Graben, der sich bis zum Gelände des späteren Kastells hinzog. Ausweislich ihrer Verfüllung können die Gräben nur relativ kurze Zeit offen gewesen sein. Das insgesamt spärliche Fundmaterial ließ eine Datierung auf die zweite Hälfte des ersten Jahrhunderts zu. Aufgrund der rekonstruierbaren Gesamtgröße des Lagers kann es als ein 8000 bis 12.000 Legionären dienendes Marschlager gesehen werden und kommt daher durchaus als das Marschlager des Vocula in Betracht.

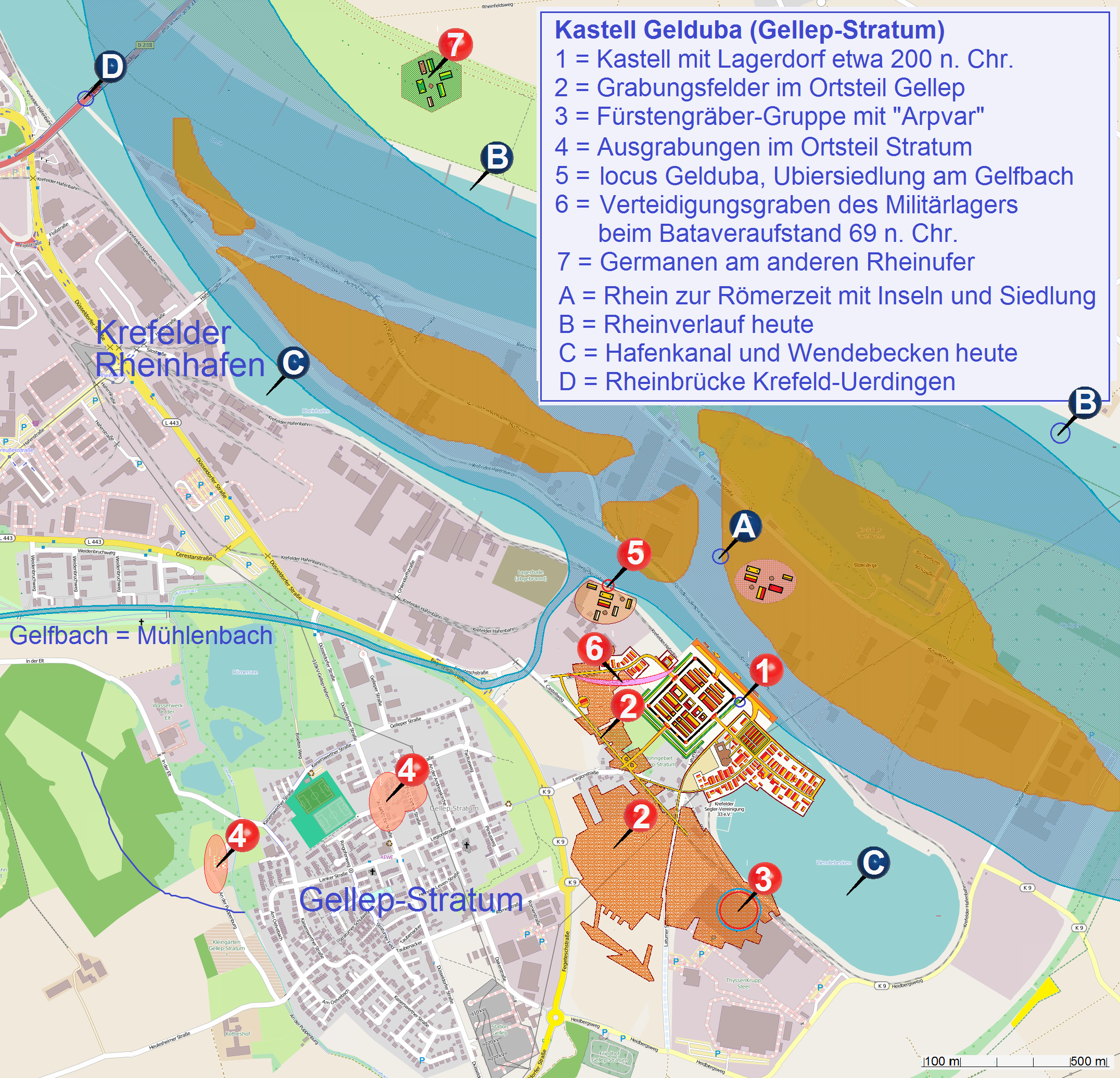
Gelduba Kastell um 200 n. Chr. und Gräberfelder – Zeichnung nach Reichmann/Paar/Pirling

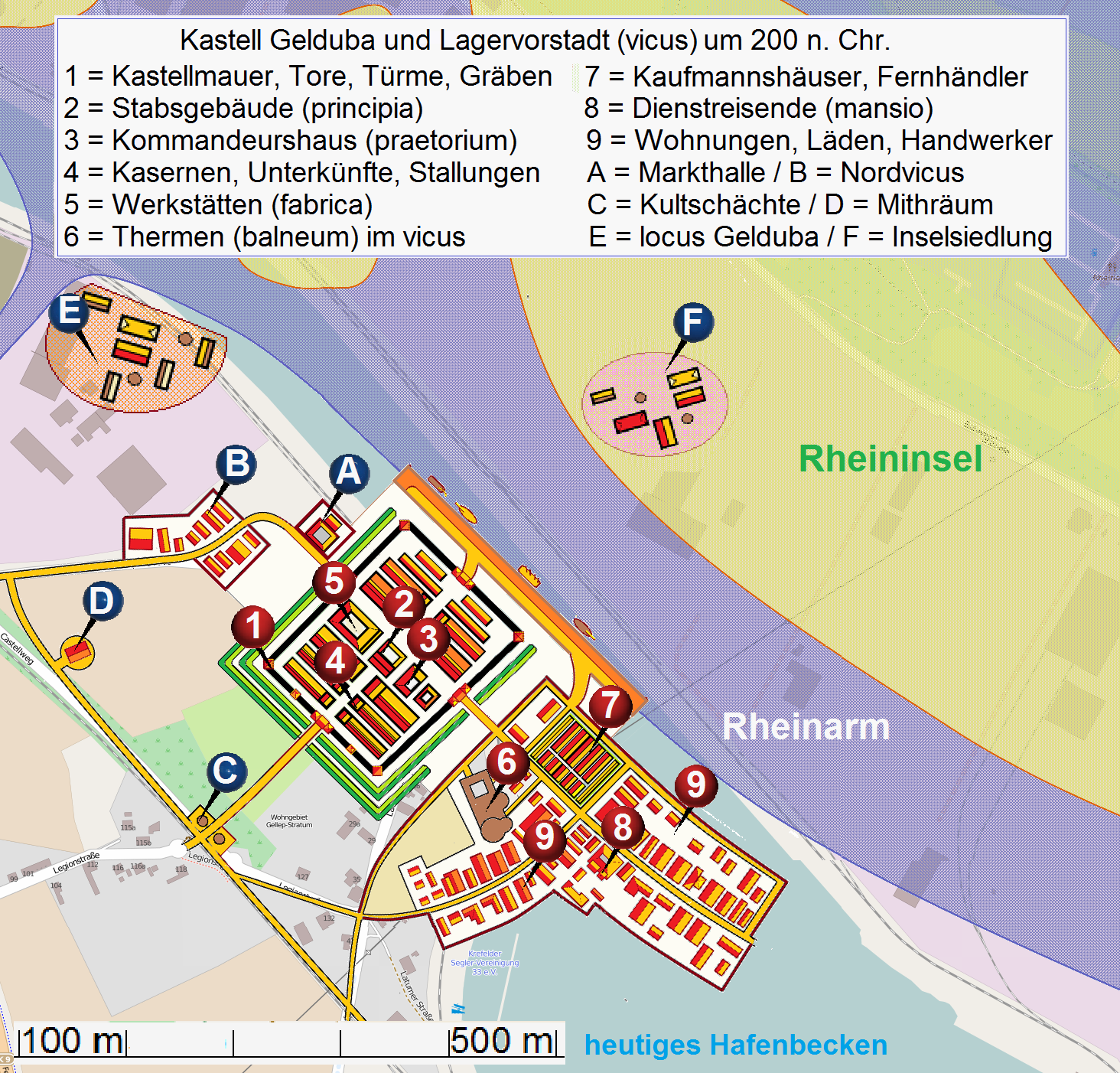
Gelduba das erste Kastell 71 bis 275 n. Chr. – Zeichnung nach Reichmann/Paar/Pirling

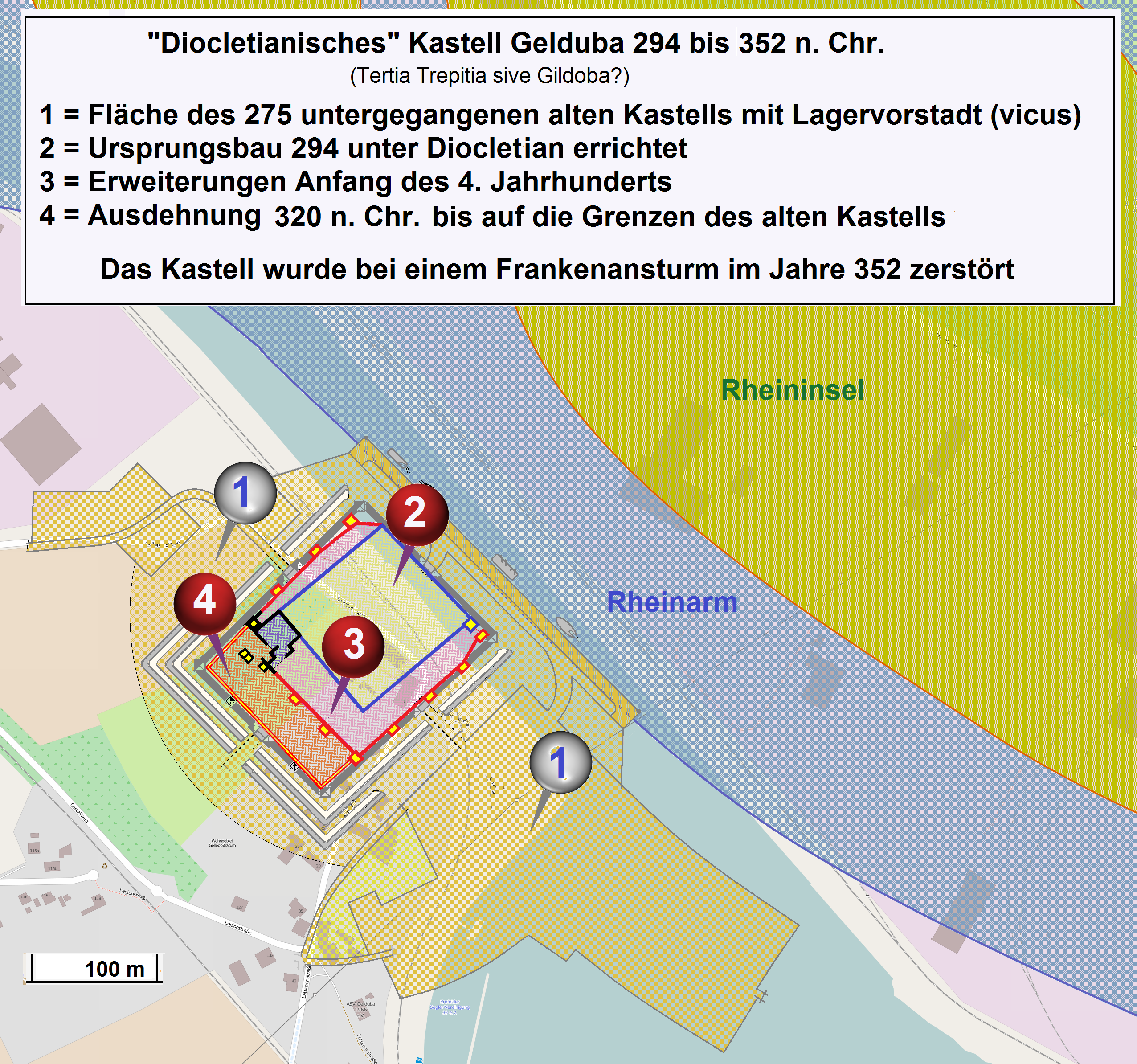
Gelduba Kastell um 294 n. Chr. – Zeichnung nach Reichmann/Paar/Pirling

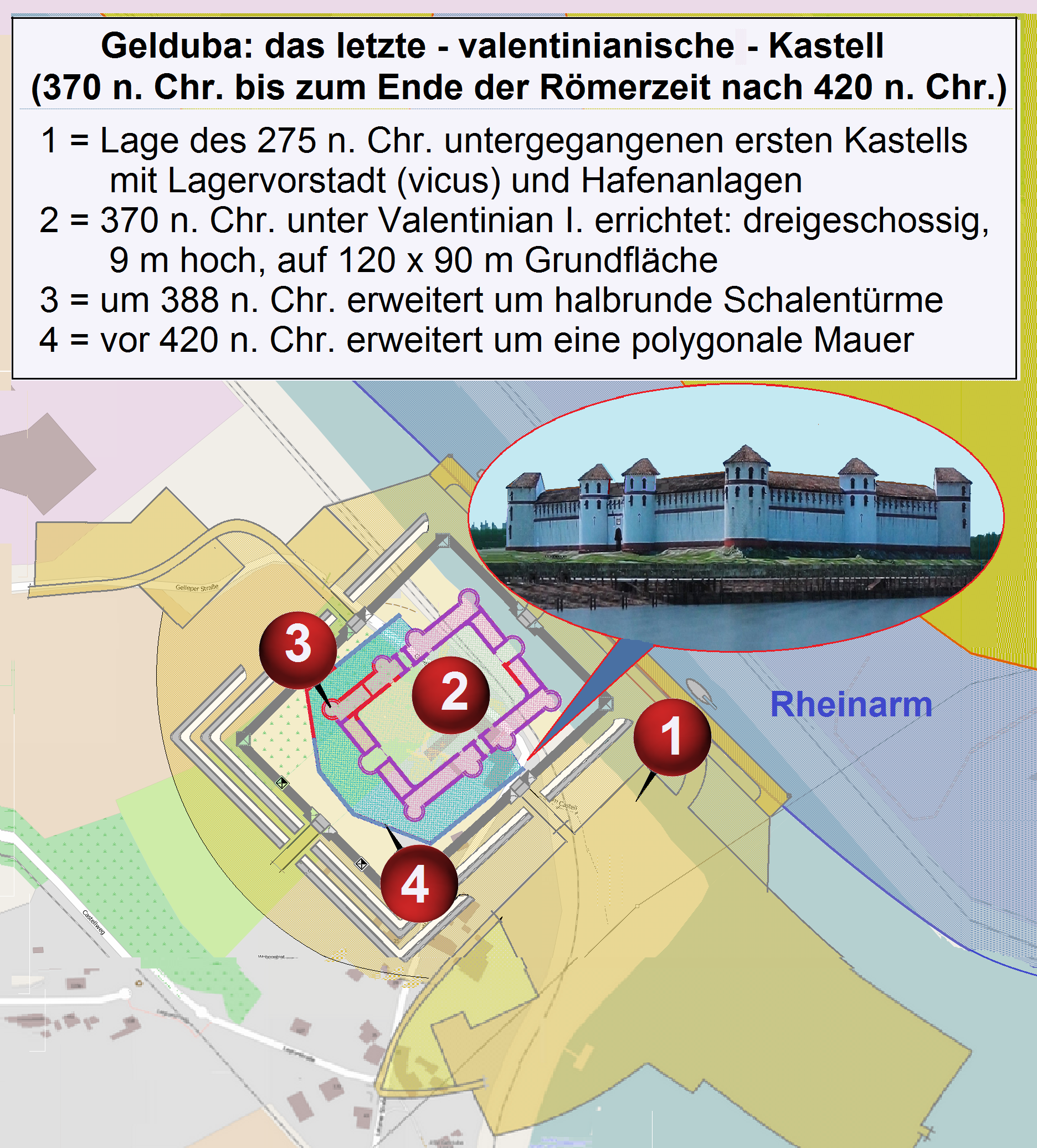
Gelduba Kastell um 370 n. Chr. – Zeichnung nach Reichmann/Paar/Pirling

## Nach dem Bataveraufstand – die Geschichte der Kastelle
Gelduba war der Standort teilberittener Auxiliartruppen und während des Bataveraufstands auch vorübergehender Garnisonsplatz eines größeren Truppenverbandes. Das im Jahre 69 n. Chr. zunächst beim zivilen Ort Gelduba errichtete – durch Grabenaushebungen gesicherte – Militärlager geriet im Verlauf der Bataveraufstände in Bedrängnis, der Ort wurde zerstört. Südlich des Ortes entstand das eigentliche Kastell mit Lagervorstadt (vicus) und Hafenanlage.
Im 3. und 4. Jahrhundert wurde das Kastell mehrmals zerstört. Im 5. Jahrhundert wurde das Kastell noch einmal durch eine äußere Ringmauer verstärkt, um 420 scheint es nach Ausweis der Funde zeitweilig mit Burgunden in römischen Diensten bemannt gewesen zu sein. Auf dem zugehörigen Friedhof wurden noch im 6. Jahrhundert Menschen bestattet.

### Übersicht
Die Kastellphase von Gellep/Gelduba beginnt ab 71 n. Chr. nach dem Batavarüberfall auf das vorherige Militärlager beim zivilen Ort (locus) Gelduba und endet mit der Einnahme des Niederrheines durch die Franken Mitte des 5. Jahrhunderts.
Das Kastellgelände befindet sich noch heute auf der Kuppe einer flachen Sanddüne, die zur Römerzeit bis zu 9 m über dem Rheinbett lag. Die angelegten Brunnen hatten daher eine Tiefe von bis zu 11 Metern. Unweit des Hügels, etwas nördlich vom vormaligen zivilen locus Gelduba, mündete der Gelfbach (heutiger Mühlenbach) in den Rhein. Nach Tacitus war Gelduba der nördlichste Ort auf dem Gebiet der civitas Ubiorum, also dem Land der dort siedelnden Ubier. Die Grenzlinie zu den nördlich lebenden Cugernern bildete dieser Gelfbach, von dessen Aussprache sich abgeschliffen von Gellef zu Geldeb der historische Name Gelduba und der heutige Ortsname Gellep herleiten.
Die Archäologie hat insgesamt neun Kastellphasen identifiziert, beginnend mit Periode I beim vormaligen locus Gelduba im Bataveraufstand. Periode II bis V betreffen das erste eigentliche Kastell (wobei von Phase zu Phase jeweils kleinere Ergänzungen und Verbesserungen der Kastellstruktur und der Wehranlagen zu verzeichnen sind). Periode VI bis IX betreffen die Kastelle der spätrömischen Zeit.
Das erste Kastell wurde zunächst als Hilfstruppenlager errichtet, von Gräben und Erdwällen umgeben, das im Laufe der Jahre umgestaltet und erweitert wurde. In den Jahren um 200 n. Chr. erfuhr es seine größte Ausdehnung (ca. 150 × 190 Meter), einschließlich einer Lagervorstadt (vicus), umgeben von Kultplätzen, Weiden, Exerzierplätzen, Wachtürmen und Feldern.
Nach den Frankenüberfällen der Jahre 275/276 mit weitgehender Zerstörung des alten Kastells folgte zunächst eine Übergangszeit ohne reguläre Besatzung, dafür wurden einheimische Hilfstruppen als Milizionäre angeheuert, die sich mit ihren Familien auf dem Kastellgelände niederließen. Um diese Zeit verließen viele Lagerdorfbewohner den vicus und ließen sich an anderer Stelle, möglicherweise auf einer vorgelagerten Rheininsel nieder. Überbleibsel dieser Insel-Ansiedlung sowie des noch lange benutzten Hafens existierten bis ins Mittelalter Bestand (was Funde, u. a. ein gesunkener Rheinkahn aus der Karolingerzeit, belegen).
Etwa ab 285/290 unter Kaiser Diokletian wurde mit dem Bau eines neuen Kastells begonnen (das erste spätrömerzeitliche Kastell). Mehrfach ausgebaut und erweitert, bestand es bis zum Jahre 352. Auch dieses Kastell wurde Mitte des 4. Jahrhunderts niedergebrannt und auf seinem Schutt ein letztes, das jüngste Kastell errichtet: eine kleinere, aber besser befestigte und mit dicken Mauern umgebene Anlage, zuletzt mit einer polygonalen Burgmauer umgeben.
Nach 420 n. Chr. wurde auch dieses Kastell aufgegeben; seine Ruinen hatten Bestand bis ins 13. Jahrhundert. Nach dem Fall Kölns im Jahre 459 übernahmen die Franken die Kontrolle auch im ehemaligen Gelduba, ihre archäologischen Spuren lassen sich nahtlos bis ins 8. Jahrhundert verfolgen.

### Garnison Gelduba (das erste Kastell von 71 bis 275 n. Chr.)
Das etwa 71 n. Chr. nach den Bataverüberfällen erbaute erste Kastell hatte im zweiten Jahrhundert eine Ausdehnung von etwa 200 m Länge × 165 m Breite, rückseitig ausgerichtet zum Ufer eines – durch Inseln vom Hauptstrom abgetrennten – Nebenarmes des Rheins. Dabei ließen sich die Entwicklung von einem Holz-Erde-Kastell zu einem Stein-Kastell sowie örtliche Verschiebungen und Vergrößerungen nachweisen. Das älteste und wahrscheinlich kleinste Kastell bestand in einer Umwehrung aus einer Holz-Erde-Mauer, die durch zwei ca. 5,50 m breite Spitzgräben geschützt wurde (erbaut 71 n. Chr. bis ca. 100 n. Chr.). Als zweite Periode gilt ein weiterer Spitzgraben, der in einer sackartigen Vertiefung, die parallel zur Grabenspitze verlief, ursprünglich eine Reihe von Palisaden als zusätzliches Annäherungshindernis aufwies. Im zweiten Jahrhundert wurde die Anlage mit einer echten Mauer umgeben, mit Toren und Türmen.
Es fungierte in der älteren Römerzeit als Standlager von Hilfstruppeneinheiten (auxilia), die sich durch ihre mindere Rechtsstellung von den Legionen unterschieden. Die Soldaten waren in der Regel Provinzbewohner (peregrinae) ohne römisches Bürgerrecht. In einer römischen Straßenkarte, der „Itinerarium Antonini“ wird Gelduba im frühen 3. Jahrhundert als Standort eine Ala (Reitereinheit von 500 Mann) erwähnt.

#### Kastell und Infrastruktur um 200 n. Chr.

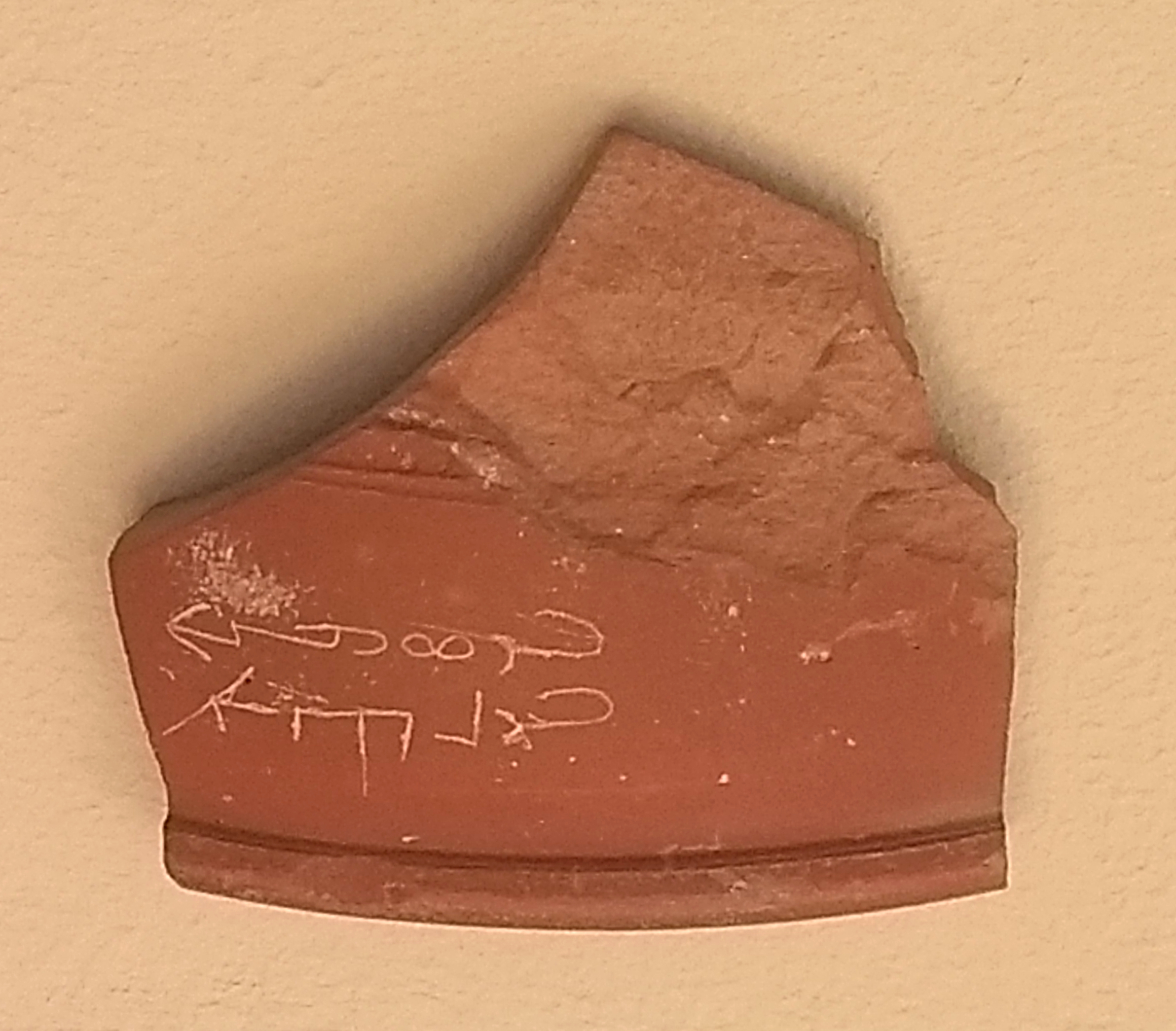
Graffito aus aramäischen Schriftzeichen auf einer Terra-Sigillata-Scherbe aus Gelduba: „Barsemias, (Sohn des) Barlaha“

- Die Truppe:[21]

Aus dem nach 72 errichteten frühen Badegebäude gibt es Ziegelstempel, unter anderem mit A SULP C R; die Ala Sulpicia war in Südspanien aufgestellt worden. Das C R im Stempel bedeutet civicum Romanorum und weist auf kumulative Bürgerrechte hin. Aus dem Ende des 1. Jahrhunderts gibt es einen Grabstein der auf die Cohors II Varcianorum cR equitata hinweist, eine Einheit die möglicherweise die Ala Sulpicia ablöste. Eine weitere, teilberittene (equitata) Varcianer Kohorte stammte aus Pannonien (dem heutigen Ungarn).
Um 200 n. Chr. hatte das erste Kastell seine größte Ausdehnung erreicht, umgeben vom Lagerdorf, von Weiden und Feldern, Exerzierplätzen und Wachtürmen und weiterer nützlicher Infrastruktur. Die Besatzung bestand aus der cohors secunda Varcianorum equitata civium Romanorum, einer teilberittenen Auxiliareinheit von etwa 500 Mann. Den Truppenobergefehl hatte ein Präfekt.
Auf Rekrutierungen aus dem Balkan deutet ein Weihestein aus dem zweiten Jahrhundert an die Matronen hin, als dessen Stifter die Stubengemeinschaft einer Kohorte aus der Provinz Dakien (dem heutigen Rumänien) identifiziert werden konnte. Eine in der Provinz Pannonien (heutiges Ungarn) aus keltischen Varcianern zusammengestellte Truppe war wahrscheinlich bereits seit den 80er Jahren in Gelduba, bis zum Jahre 200 verstärkt durch einheimische Anwerbungen vor Ort. Die Soldaten dieser Einheit besaßen das römische Bürgerrecht. Ihr Kommandant war Tiberius Claudius Proculus Cornelianus. Eine weitere Einheit ist aus Ziegelstempeln des frühen dritten Jahrhunderts bekannt, eine kleinere Aufklärungstruppe mit dem Namen Numerus Ursariensium – man nimmt an, dass diese Truppe in Niedergermanien aufgestellt wurde.
- Die Befestigung (Bauten):[20]

In den ersten Jahren seines Bestehens ähnelte das Kastell immer noch weitgehend einem Feldlager, allerdings von Gräben umgeben und durch eine umlaufende Außenmauer geschützt, die im Laufe der Zeit mit Wachtürmen und Toren ergänzt wurde. Alles war ausgerichtet auf eine Truppe, die im Ernstfalle schnell bereit zum Ausrücken und zur Feindberührung war. Die Kasernen waren Holzfachwerkbauten, einige Gebäude waren zu Werkstätten umfunktioniert worden. Lediglich das Stabsgebäude (principia) in der Kastellmitte sowie rheinseitige Speicher bestanden aus Mauerwerk. Die restlichen Bauten, wie das Haus des Kommandanten (praetorium) waren in Kombination aus Steinen, Lehmziegeln und Holz ausgeführt.
- Lagervorstadt (der vicus):[23]

Zu jedem Kastell gehörten eine unbefestigte Lagervorstadt mit Läden, Werkstätten, Gastronomie und Vergnügungsstätten. Auch wohnten dort die Familien oder Angehörigen der Soldaten; das anfängliche Heiratsverbot für aktive Soldaten wurde um 200 n. Chr. aufgelockert und durch Kaiser Severus ganz aufgehoben. Der Hauptvicus von Gelduba befand sich unmittelbar südlich des Kastells. Hier befanden sich die Familienunterkünfte, Handwerkerwerkstätten, das Badehaus sowie die Häuser der Fernhändler und die Herberge für Dienstreisende. Es gab einen kleinen Marktplatz mit angrenzenden Ladenlokalen (tabernae), der nach 230 (der Zeit der Frankeneinfälle) mit etwas größerer Fläche für regelmäßige Wochenmärkte ausgestattet wurde. Die Bauweise der Marktstände in separaten Reihen (Budenzeilen) ist für Hafenstädte der damaligen Zeit typisch und lässt auf Schiffskaufleute und andere Saisonhändler schließen.
- Kastellbad (Thermen):

Bereits die in Spanien aufgestellte Reitereinheit (ala Sulpicia) hatte ein kleineres Badehaus errichtet, das Mitte der 80er Jahre allerdings ausbrannte. Das zweite im Vicus gelegene Badehaus war größer und komfortabler, mit einer inneren Säulenhalle, die um 230 mit Wänden zwischen den Säulen verstärkt und damit wehrhafter wurde. Auch wurden Wohnungen und Ladenlokale eingerichtet bzw. angebaut. Zwischen 259 und 268 wurde bei Überfällen das Badehaus zerstört, zwischenzeitlich wieder aufgebaut aber 274/75 wahrscheinlich durch Frankenüberfälle endgültig zerstört. Stattdessen wurde ein neues, kleineres Bad innerhalb der Kastellmauern errichtet.
- Kaufmannshäuser:

Das Hauptlagerdorf, der Südvicus, zog sich vom Kastell am Rhein entlang mit einem eigenen Hafenzugang. Es gab rings von Straßen umgebene Blöcke für Häuser, Unterkünfte, Straßenbuden, Kneipen und andere Gebäude, auch für das große Badehaus. In einem für Kaufleute reservierten Baublock befanden sich fünf über 40 m lange, zum Teil zweigeschossige Gebäude, mit nach Westen ausgerichteter Hauptfront. Die integrierten Wohnräume waren teilweise mit Fußbodenheizung ausgestattet. Die Fernhandelskaufleute hatten ihre Schiffe im Hafen verankert und waren wahrscheinlich in den lukrativen Handel mit Produkten vom Hellweg eingebunden. Funde von Inschriften in aramäischer Sprache deuten u. a. auf Fernhändler aus dem Raume des heutigen Syrien.
- Unterkünfte für militärische Dienstreisende (mansio):

Die Lage der mansio ist in Gelduba nicht eindeutig archäologisch nachgewiesen. Man nimmt an, dass die von Albert Steeger in den 50er Jahren im Südvicus gefundenen Reste eines größeren in Steinbauweise errichteten Gebäudekomplexes zu diesen mansio zu zählen sind. In den Mansio befanden sich neben den eigentlichen Wohnungen für die Reisenden auch Stallungen und Stellflächen für Reisewagen.
- Markt und Nordvicus:

Dicht vor dem nördlichen Ausfalltor des Kastells, lag eine kleine Marktfläche mit Lehmbanketten und Holzbuden, die um 200 herum durch eine hölzerne Halle ergänzt wurden. Von dort führte ein gewundener Weg zu dem, gegenüber dem Hauptlagerdorf im Süden des Kastells, relativ kleinen Nordvicus. Später verlor dieser nödlirche Markt etwas an Bedeutung gegenüber den Wochenmärkten im Südvicus.
- Gräberfelder:

Der Fundort Gellep-Stratum ist insbesondere durch seine ausgedehnten und umfassend untersuchten Gräberfelder bekannt, die um 200 n. Chr. noch längst nicht ihre größte Ausdehnung erfahren hatten. Diese Gräberfelder erstreckten sich seit der Errichtung des ersten Kastells etwa um 70 n. Chr. entlang der Zugangsstraßen, denn die Römer schotteten ihre Toten nicht von den Lebenden ab; über die errichteten Gedenksteine und Monumente sollten die Toten im Gedächtnis der Vorbeiziehenden verbleiben. Auch entlang der großen Limesstraße (Römerstraße, heute Düsseldorfer Straße im Ortsteil Stratum) lagen Grabstätten. Nur der Bereich unmittelbar am Kastell wurde davon freigehalten. Die ab dem 5. Jahrhundert nachdrängenden Franken übernahmen in Gelduba diese Sitte und dehnten die alten römischen Gräberfelder nach Süden aus.
- Hafen, Rheinstrom und Rheininseln:

Der Rhein war kein ursprünglicher Grenzfluss zwischen Germanen und Kelten – beide Volksgruppen siedelten beiderseits des Rheinufers – erst Gaius Iulius Caesar bestimmte den Rhein zur „Grenze des Imperiums“. Augustus verlegte diese Grenze zeitweise bis zur Elbe, bis unter Tiberius um 16 n. Chr. die Grenze wieder zum Rhein zurückgenommen wurde und zwar bis zum Ende der Römerzeit. Der Rhein verlief damals etwas westlicher als heute, wobei einige Rheininseln den Fluss teilten und der schmalere Arm an Gelduba vorbeiströmte. Unweit des Kastells, beim ehemaligen „locus Gelduba“ (der vorkastellzeitlichen Ubier-Siedlung), floss der Gelfbach (Mühlenbach) in den Rhein (er markierte den Grenzverlauf zwischen dem Gebiet der nördlich siedelnden Cugerner und dem der südlich siedelnden Ubier). Der Hafenkanal des Krefelder Rheinhafens fließt heute weitgehend im Bette dieses alten Rheinarmes und endet südlich des Kastell-Vicus im Wendebecken. Zur Römerzeit gab es eine lange hölzerne Kaimauer, die mit Basaltschüttungen gesichert war und Zugang sowohl vom Kastell wie vom Lagerdorf erlaubte. Die Reste des ehemaligen römischen Hafens wurde bei den Auskiesungen zum Wendebecken vollständig beseitigt. Noch bis in die karolingische Zeit (um 800) muss der Hafen benutzbar gewesen sein, denn es konnte im Rahmen der Ausgrabungen ein gesunkenes Schiff aus dieser Zeit gehoben werden.
- Fernhandel und Fernstraßen:

In den Vieh- und Wildgehegen in der Umgebung des Kastells wurden Tiere gehalten und gezüchtet (zum Beispiel Auerochsen und Hirschwild), die man aus dem Lande zwischen Elbe und Rhein über den alte Hellweg nach Gelduba brachte. Entlang des Hellweges gab es viele Salzquellen und das gewonnene Salz gelangte so ebenfalls nach Gelduba und von dort – wie auch Pelze, lebende Tiere, pflanzliche und tierische Produkte – über Fernhandelswege oder zu Schiff in andere Gebiete des Imperiums.
Eine aus Gelduba ins Imperium exportierte Pflanze mit der Bezeichnung Siser hat der im Jahre 70 beim Ausbruch des Vesuvs ums Leben gekommene Historiker Plinius der Ältere in seinen Schriften überliefert. Vieles deutet darauf hin, dass es sich bei der Pflanze Siser um die Pastinake (auch Hammelmöhre) handelte, daneben gelten auch die Zuckerwurzel oder der Meerrettich als mögliche Kandidaten. Auf die Anwesenheit von Bärenfängern (zur Versorgung der Kampfarenen von Köln und Xanten) deuten Funde hin, unter anderem ein ursprünglich in einer Bronzehülse eingefasster Bärenzahn.
Eine der Straßen, die nicht nur Truppenbewegungen, sondern auch dem Fernhandel diente, war die große den Rhein begleitende Limesstraße (heute in weiten Teilen des Niederrheines Römerstraße genannt, in Gellep-Stratum die Düsseldorfer Straße). Diese Limesstraße war im Bereich des Niederrheins bereits um 19 v. Chr. unter dem Statthalter Agrippa angelegt worden. Sie war bis zu 20 Fuß (6 m) breit – wie Grabungen in Asberg/Asciburgium bewiesen – und mit Kiesuntergründen befestigt. Auch in Gellep folgen die heutige Trasse und weitere Überlandwege noch den alten römischen Straßenverläufen, zu nennen die nach Südwesten verlaufenden, in frühflavischer Zeit angelegten Straßenverbindungen von Gelduba über Traiectum/Maastricht nach Aduatuca/Tongeren.
- Mithräum und Kultschächte:

An der westlich aus dem Kastell herausführenden Straße lagen an einer Straßenkreuzung – im Bereich der Pferdeweiden – private Kultplätze, einer davon der altägyptischen Isis gewidmet. Der größte Kultplatz lag am Rande des nordwestlichen Gräberfeldes. 1981 wurde dort der Grundriss dieses aus Holz errichteten Gebäudes freigelegt, das sich als Stätte für den kleinasiatischen Mithraskult erwies. Die Grundmaße betragen 12,50 mal 6,00 m; es befanden sich zwei Podien in dem Gebäude sowie ein Mittelgang mit einem Kultbild, wahrscheinlich Mithras als Stiertöter. Man fand Hinweise auf eine Feuerstelle und die Reste von Kultgefäßen, wohl zum Auffangen von Blut des geopferten Stieres.
- Das Umland des Kastells:

Nur wenige archäologische Spuren weisen auf Gebäude und Infrastruktur im Umfeld des Kastelles hin.
- Exerzierplatz:

Man weiß, dass zu jeder Reitereinheit ein solcher Platz gehörte, der sich in der Nähe des eigentlichen Kastells befinden musste und auch zu Paraden und Wettkämpfen diente.
- Landgüter (villae rusticae):

Von den im Hinterland von Gelduba gelegenen Landgüter hat man bislang nur einzelne Reste gefunden, u. a. die in der Nähe einer Ziegelei, von wo offenbar nicht nur Tonziegel, sondern auch Steinbaumaterial, darunter Tuffstein aus der Eifel, verarbeitet und weitergeliefert wurde.
- Felder und Gärten:

Wahrscheinlich lagen die – stets rechtwinklig angelegten – römischen Felder bei Gellep längs der nach Südwesten abgehenden Straßenzüge, wie man aus preußischen Urkatastern von 1830 vermuten kann. Botanische Untersuchungen durch Dr. Karl Heinz Knörzer ergaben ein weitgehend in Kulturland umgewandeltes Gelände in der Umgebung des Kastells, u. a. bestehend aus Obstgärten und Nutzholzpflanzungen.
- Ziegelei:

In der Nähe des heutigen Ölvebaches (Zufluss des Mühlenbaches) wurden mehrere Wohnhäuser angeschnitten; dabei fand man Dachziegel, Bodenplatten und Gewölbeziegel, die auf eine römische Ziegelei hindeuten. Die ältesten Ziegel tragen Stempel von Ende des 1. Jahrhunderts und man findet sie noch durch das ganze zweite Jahrhundert hinweg. Lieferungen aus Gelduba lassen sich bis nach Nijmegen nachweisen.
- Wachtürme und Benefiziarierstation:

Von den typischerweise im Umfeld von Kastellen vorhandenen Wachtürmen wurden archäologisch in Gellep keine nachgewiesen. Als Hinweise auf eine Benefiziarierstation (Polizeistation, besetzt mit verdienten ehemaligen Offizieren) gibt es Reste eines Weihesteines, den ein beneficarius consularis um 206 gesetzt hat.
- Siedlungen der Germanen:

Neben römischen oder nach römisch-gallischen Vorbildern errichteten Gehöften gab es auch stets landwirtschaftliche Höfe in einheimischem Stil. Auch wurde dort an traditionellen germanischen Landbaumethoden und der Viehhaltung beibehalten. Aus dem 3. Jahrhundert wurden Bauernhäuser in germanischer Bauweise im Umfeld des Kastells nachgewiesen, in Holzgerüst- und Lehmfachbauweise, mit eingetieftem Stallbereich, das Dach war mit Stroh eingedeckt. Auf der anderen Rheinseite gegenüber Gelduba lagen germanische Siedlungen. In Ehingen (heute zu Duisburg gehörig) wurde ein zugehöriges Gräberfeld entdeckt. Die Siedlungen bestanden aus kleinen Hofgruppen, mit Wohnstallhäusern, Nebengebäuden (Webhütten) und auf Stelzen stehenden Speicherbauten

#### Das Ende des alten Kastells
In den Jahren 274 und 275 durchbrachen die Franken auf breiter Front die niederrheinischen Grenzbefestigungen und verwüsteten auch das „alte“ Kastell Gelduba. Das Lagerdorf (der vicus) wurde zu diesem Zeitpunkt von seiner Bevölkerung weitgehend verlassen (die sich möglicherweise auf einer Rheininsel niederließen), wie Untersuchungen von Albert Steeger und W. Piepers zu Beginn der 50er Jahre aufzeigten. Entdeckt wurden in das Jahr 274 zu datierende umfangreiche Brandschichten. Die Insel-Ansiedlung existierte noch bis ins Mittelalter, es gibt Spuren die auf eine Brückenverbindung zwischen Kastellufer und Rheininsel hindeuten.

### Übergangszeit / das Hilfstruppenkastell (um 274 n. Chr.)
Nach dem folgenreichen Frankenüberfall 274/275 wurde das Kastell zunächst nur provisorisch instand gesetzt. Speziell die Speicher wurden wieder aufgebaut, da man Notvorräte für die verbliebene Bevölkerung wie für die im Hinterland operierenden Truppen benötigte.
Gelduba hatte jetzt den Status eines „Sicherungskastelles“ (das aber noch weitgehend in Trümmern lag); die Besatzung bestand auch nicht mehr aus regulären Truppen, die in den Wirren des Imperiums an anderer Stelle gebunden waren. Um die römischen Liegenschaften zu schützen, darunter den Hafen mit immer noch günstigen Voraussetzungen als Versorgungsbasis, ließ man germanische Bauern mitsamt ihren Familien auf dem umliegenden Gelände und im Bereich des in Verfall befindlichen Kastells siedeln; diese „Militionäre“ übernahmen offenbar Aufgaben als einheimisches Hilfskontingent zur Bewachung der noch vorhandenen römischen Anlagen. Gefunden wurden Überreste von Pfostenhäusern, deren Vorbilder im Maasgebiet (Noord-Brabant, Gelderland und Limburg) zu finden sind.
Als 293 der in Britannien geborene General Constantius Chlorus zum Cäsar erhoben wurde, begann dieser mit der „Rückeroberung“ im Rheinland und dem Wiederaufbau wichtiger Stützpunkte, so auch in Gellep-Gelduba. Verwaltungstechnisch wurde die Provinz Germania inferior in die Germania secunda umgewandelt. Dies war in Gellep-Gelduba das Ende des Hilfstruppenkastells und für Ort und Garnison ein Neuanfang.

### Erste spätrömische Festung (294/95 bis 369)
Mit dem unter Diokletian begonnenen Neuanfang begann für Gellep-Gelduba etwa ab 294/295 wieder eine glanzvolle Epoche. Auch wenn alte Wallgräben und ein großer Teil der noch stehenden Mauerreste in den Neubau einbezogen wurden, handelte es sich dennoch um ein gänzlich anderes Kastell, das von Beginn an eher einer mittelalterlichen Burg glich.
- Bau und Außenanlagen wurden, teils unsymmetrisch, nach rein verteidigungstechnischen Gesichtspunkten errichtet; zunächst wurde im Innenraum des alten Kastells auf verkleinertem Grundriss eine zweite Kastellmauer und damit eine starke Kernbefestigung hochgezogen. Es gab nur noch ein landseitiges großes Tor, das Zugang zunächst nur in den inneren Mauerring zuließ, wie bei einer Art Vorburg. Eindringlinge hätten darüber hinaus eine zweite Mauer überwinden müssen. Archäologisch Befunde deuten darauf hin, dass die Erbauer der Anlage aus dem Osten des römischen Reiches kamen.

- Obwohl Gelduba jetzt eine eindrucksvolle Festung mit entsprechender Besatzung erhielt, taucht der Name „Gelduba“ in Dokumenten dieser Zeit nicht mehr auf. Stattdessen gibt es in einem Itinerar des sogenannten Geographen von Ravenna (um 700) den Hinweis auf einen Ort Trepitia.[32] Aus einem Heiligenverzeichnis des 7. Jahrhunderts wird eine Schreibung Tracia (umgedeutet in Tertia) Trepitia sive Gildoba erwähnt – Trepitia ehemals Gelduba. Möglicherweise – aber unbewiesen – der Hinweis auf eine (vorübergehende) Namensänderung nach einer Besatzung der „dritten Legion“, ähnlich wie sie in Xanten von Colonia Ulpia Traiana in Tricensimae stattgefunden hat.[33] Mit Trepitia wurde auch eine römische Siedlung bei Drüpt identifiziert.[34]

- Ob Gelduba oder Trepitia – die neue spätrömische Festung wurde vom Ursprungsbau des Jahres 294 in mehreren Phasen bis zum Jahre 320 ständig erweitert und vergrößert und zum Schluss auf den Umfang des ursprünglichen „alten“ Kastells gebracht.

- Zur Zeit Kaiser Konstantins des Großen (306–337) war relative Ruhe am Niederrhein und in Gellep wurden wieder luxuriöse Bauten auch im Bereich des alten Lagerdorfes errichtet – auch erreichte der Ort, den Grabfunden nach zu urteilen, seine höchste Einwohnerzahl. Doch kurz nach Konstantins Tod häuften sich wieder die Frankeneinfälle, auch Gelduba muss um 341 betroffen gewesen sein, worauf freigelegte Grabenwälle aus dieser Zeit hindeuten.

- Zur Zeit des Kaisers Diokletian (284–305) und in den frühen Jahren Konstantins (306–337) waren in Gellep zwei unterschiedliche Einheiten stationiert; westliche Reiter (aus dem batavischen Raum) und östliche Fußtruppen, wahrscheinlich aus Ägypten. Auch Angehörige des Reitervolkes der Sarmaten scheinen in Gellep gedient zu haben (worauf ein gefundener typischer „Sarmatenspiegel“ hindeutet, der beim Tode seines Besitzers rituell zerbrochen worden war). Aus Gräbern dieser Zeit sind auch Fibeln und Keramiken bekannt, deren Ursprung auf Westfalen und das Elbe-Weser-Dreieck hindeuten, was auf Rekrutierungen (von Sueben oder Burgunden) aus diesen Gebieten schließen lässt.

- Wahrscheinlich im Jahre 353 n. Chr. ging das (mutmaßliche) Gelduba-„Trepitia“ vollständig zugrunde – Unterminierungsspuren eines zum Einsturz gebrachten Kastellflügels zeugen von dem Ereignis. Wenig später fiel Köln (zunächst vorübergehend) in die Hände der Franken.[35]

### Das letzte Kastell (370 bis zum Ende der Römerzeit)
Nach dem Fall des Kastells folgten zunächst einige „Brachphasen“ wie Bodenproben aus Schuttablagerungen ergeben haben. Unter Kaiser Valentinian I. wurde um 370 mit dem Bau eines neuen – des letzten – Kastells begonnen, das im Laufe der Jahrzehnte mit Erweiterungen und Anbauten versehen bis zum Ende der römischen Anwesenheit am Niederrhein Bestand hatte – und als Ruine darüber hinaus bis zum 13. Jahrhundert.
- Eine halbrunde Bastion und ein rechteckiger Torturm dienten zur Sicherung des mit einem einzigen landseitigen Zugang versehenen Kastells. Dieses war in den Grundabmessungen kleiner als seine Vorgänger (etwa 90 × 120 Meter im ummauerten Bereich) und leicht schräg in das alte Kastellgelände hineingebaut. Die alte Graben- und Wallbefestigung wurde weiter benutzt, auch die noch intakten Straßenzüge der vorherigen Kastelle.

- Zunächst handelte es sich um einen schlichten rechteckigen Baukörper mit 2,20 m starken Mauern, in die innenseitig die Militärunterkünfte (Kasernen) integriert waren. Das Gebäude war dreigeschossig, bereits das Erdgeschoss hatte eine Höhe von 4,40 m (16 Stufen), darüber das Obergeschoss mit 2,20 m (acht Stufen) und darüber die Wehrplattform, alles insgesamt mit einem Dach überspannt. Um 388 wurde der Bau um halbrunde Schalentürme erweitert und als letzte größere Baumaßnahme erfolgte zu Beginn des 5. Jahrhunderts der Bau einer polygonalen Vormauer.

- Nach kriegerischen Auseinandersetzungen in den Jahren 390 bis 420 (so datieren gefundene Münzen) wurden in das Vorfeld des Kastells Fallgräben zur Feindesabwehr eingetieft und Verhaue und Wegesperren errichtet. Um 420 wurde die Vormauer mit Erdanschüttungen als Wehrgang ergänzt; auch gab es jetzt hölzerne, an das Mauerwerk angelehnte Wehrtürme.

- Möglicherweise hatte der römische Heermeister Stilicho thüringische Gruppen zum Schutze des unter Diokletians neu gebildeten Gelleper Militärdistriktes angeheuert; einige archäologische Befunde (Münzen, Geschirr) lassen diese Deutung zu. Eine Reitereinheit war bis zum Ende der Römerzeit in Gellep stationiert, während die Fußtruppe zuletzt noch durch eine regionale Einheit des Grenzheeres abgelöst wurde.

Ob das letzte Kastell durch Kampfhandlungen eingenommen wurde oder nach der Aufgabe durch die Römer unversehrt in die Hände der Franken fiel, ist archäologisch nicht nachweisbar – seine Ruine war noch im 13. Jahrhundert vorhanden. Nach dem endgültigen Fall Kölns im Jahre 459 übernahmen die Franken auch im ehemaligen Gelduba die Kontrolle; wahrscheinlich residierten ihre Anführer (siehe Fürstengrab des Arpvar) beim oder im Komplex des römischen Kastells. Ihre Siedlungs- und Bestattungsspuren schließen nahtlos an die Zeit der Römer an (und lassen sich in den Grabungsstellen bis ins 8. Jahrhundert nachweisen).

## Kämpfe und Belagerungen
Das Kastell und die unmittelbare Umgebung waren von Beginn an Belagerungen durch Germanen und entsprechenden Kampfhandlungen ausgesetzt.
- Aus dem Jahre 69 n. Chr. sind erstmals Kämpfe im Zusammenhang mit dem Bataveraufstand erwähnt. Das damalige Militärlager beim Dorf der Ubier, etwas südwestlich der Lage des späteren Kastells, war dabei umkämpft, obwohl es zunächst noch nicht aufgegeben wurde. Davon zeugen – über eine Strecke von etwa 800 Metern verteilt – zahlreiche Funde von gefallenen Legionären und getöteten bzw. umgekommenen Pferden sowie gezogene Verteidigungsgräben. Dabei lassen sich deutlich unterscheiden:[38]

- über 200, meist in Pfahlgruben umgekommene Pferde in der Nähe der Ubiersiedlung und entlang des Walls
- allein 80 Pferdekadaver beim Haupttor des Hilfstruppenlagers
- Lagergräben im nordwestlichen Bereich des späteren Kastells
- gefallene römische Legionäre vor den Gräben und südöstlich des späteren Kastells
- batavische Fußtruppen in der Nähe von geplünderten Speichern etwas weiter südlich
- batavische Reiterei von Nord-Westen einfallend

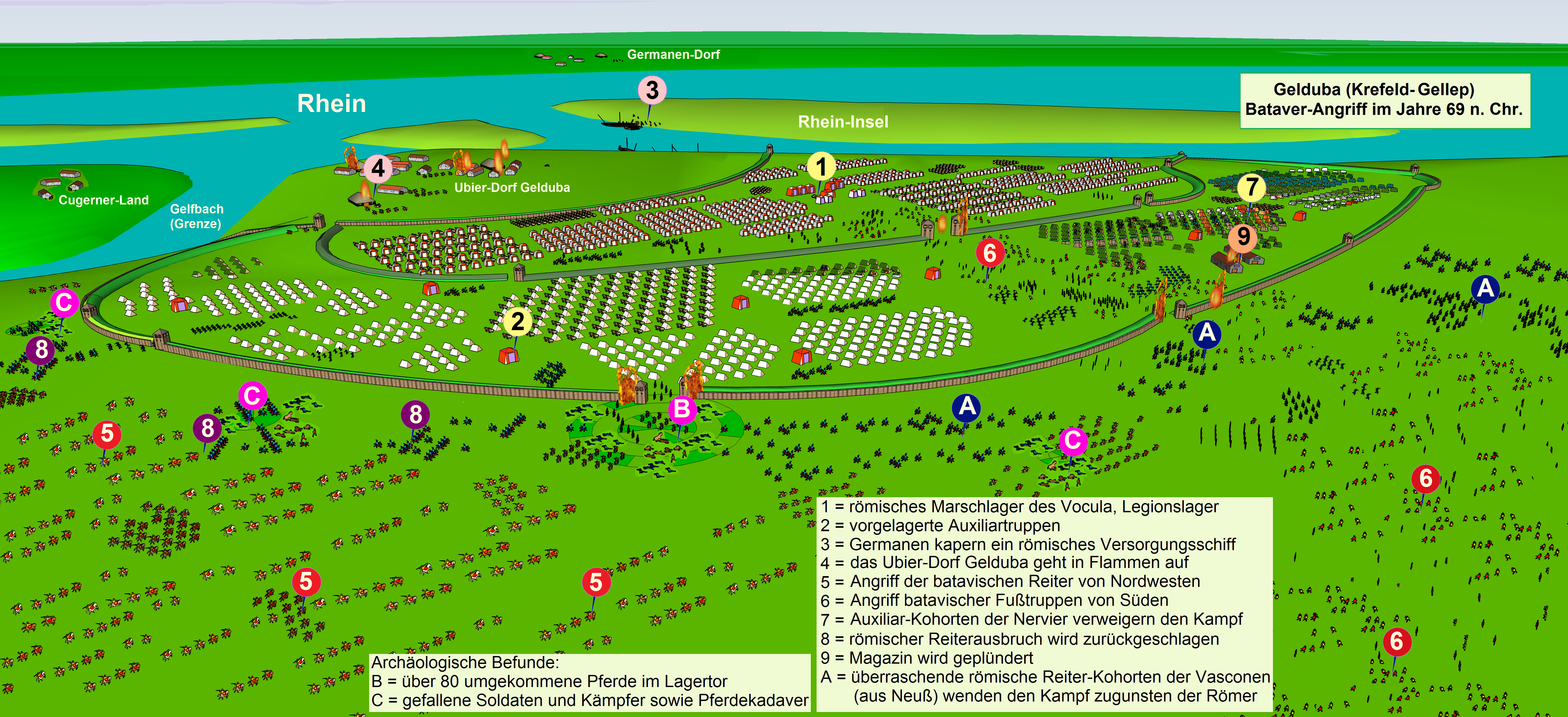
Bataverüberfall im Jahre 69 n. Chr. / einige Wochen später fiel das Lager komplett in die Hände der Bataver / Skizze nach Chr. Reichmann 2012

Begonnen hatten diese Kampfhandlungen, nachdem der Oberbefehlshaber Gaius Dillius Vocula mit 8000 bis 12.000 Legionären und Hilfstruppen auf dem Wege von Neuß nach Vetera (Xanten) bei dem ubischen Grenzdorf Gelduba ein großes Marschlager mit Gräben, Schanzen und Toren aufgeschlagen hatte. Die germanischen Ubier unterstützen zu diesem Zeitpunkt noch die Römer, während die Cugerner jenseits des Gelfbaches sich bereits, wie auch überrheinische Germanen, auf die Seite des Bataverführers Iulius Civilis geschlagen hatten. Vocula befand sich mit einer Reiterschwadron auf einem kurzzeitigen „Beutezug“ im Cugerner-Gebiet, als rechtsrheinische Germanen – allesamt gute Schwimmer – vor dem Hafen von Gelduba ein Versorgungsschiff der Römer kaperten. Auch Häuser des zivilen Ortes Gelduba wurden in Brand gelegt. Die Legionäre gaben dem Lagerkommandanten Herennius Gallus wegen seines zögerlichen Verhaltens die Schuld an dem Verlust des Schiffes, verprügelten ihn und sperrten ihn ein. Erst der zurückkehrende Vocula konnte ihn befreien und die Aufrührer bestrafen.
Kurze Zeit später tauchte Civilis mit seinen Batavern selbst vor Gelduba auf und attackierte das Marschlager auf breiter Front. Seine Reiter griffen von Nordwesten an, während die batavischen Fußtruppen das Lager weitläufig umgingen und von Süden her anstürmten. Ausbrechende römische Reiter wurden zurückgeschlagen, die Bataver drangen nicht nur in das äußere Hilfstruppenlager, sondern bis in die Zentrale des Legionslagers vor. Die Römer hatten kaum Zeit ihre Katapulte auszurichten und die Geschossmaschinen zu spannen. Besonders umkämpft waren die Lagertore.
Tacitus berichtet in seinen „Historien“ (Buch IV):
„…die Folge war keine Schlacht, sondern ein Schlachten. Die Kohorten der Nervier entblößten aus Furcht oder Treulosigkeit unsere Flanken; so traf man auf die Legionen, die ihre Feldzeichen verloren und innerhalb des Walls niedergeworfen wurden.“
Dennoch wendete sich das Blatt noch zu Gunsten der Römer: Reitende Hilfstruppen der Vasconen (Basken) die noch von dem kurzzeitigen Kaiser Galba ausgehoben und an den Rhein entsendet worden waren, näherten sich von Neuß kommend dem Marschlager und stürzten sich mit Geschrei in die Schlacht. Von hinten drangen sie auf die batavischen Fußtruppen ein und machten die meisten von ihnen nieder. Die Bataver glaubten, es handele sich um Legionen aus Mainz und so wendeten sich auch die batavischen Reiter unter hohen Verlusten zur Flucht. Obwohl die römische Seite viele Gefallene zu beklagen hatte, wurde das Kastell diesmal nicht eingenommen und fiel erst einige Monate später in die Hand der Bataver (nachdem auch die Ubier und einige gallische Stämme den Bataveraufstand unterstützten).
Der Bataveraufstand wurde schließlich im Jahre 70 unter dem neuen Kaiser Vespasian (dem Sieger aus dem Vierkaiserjahr) niedergeschlagen. Kurz darauf, vermutlich im Jahre 71 n. Chr. wurde das Marschlager Gelduba abgerissen und mit dem Bau des ersten (eigentlichen) Kastells begonnen. An dessen Stelle wurden in mehreren Perioden nach jeweiliger Zerstörungen neue Kastelle errichtet, das letzte in spätrömischer Zeit etwa um 370 n. Chr.
Ernsthaft in Gefahr geriet das erste Kastell erstmals Mitte des 3. Jahrhunderts.

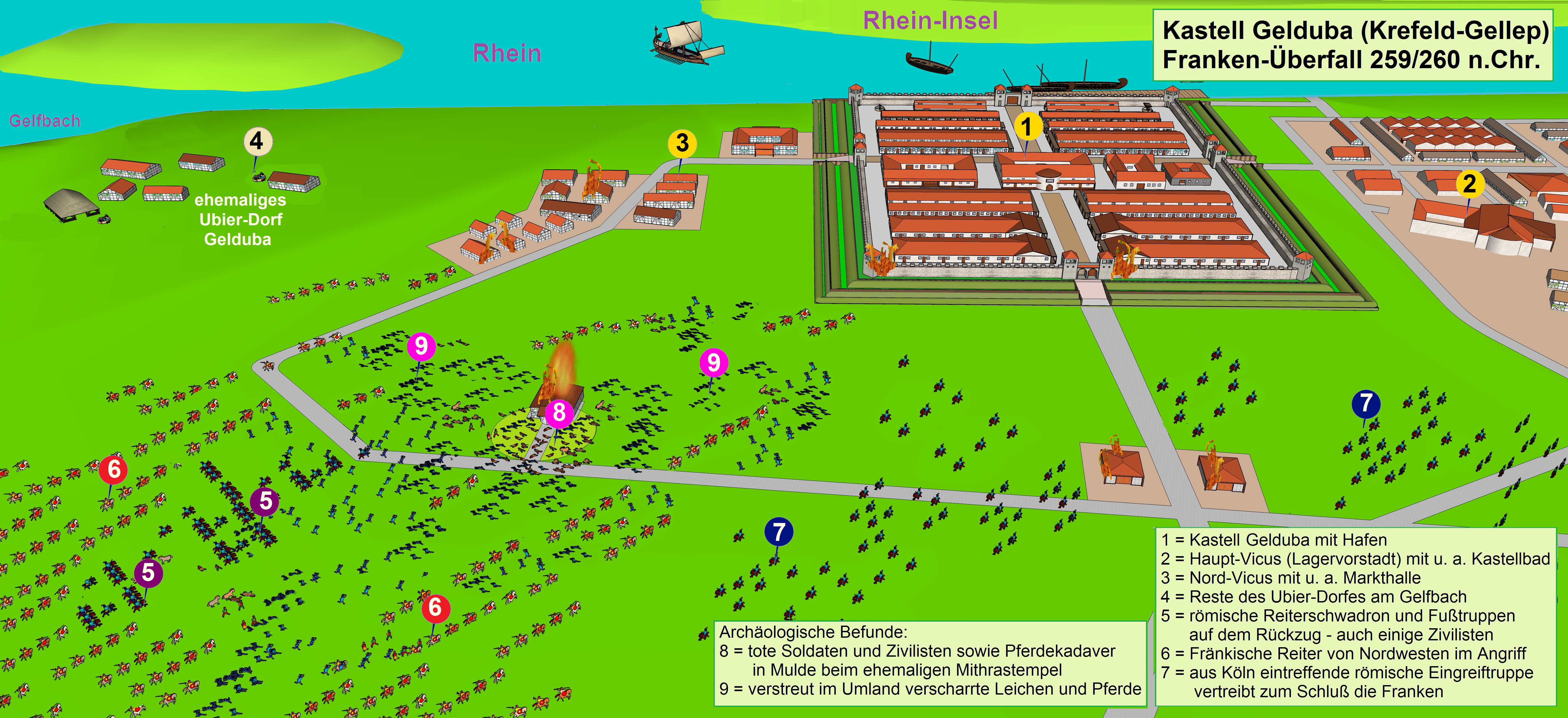
Frankeneinfall im Jahre 259 n. Chr. / 10 – 15 Jahre später wurde das Kastell zerstört / Skizze nach Chr. Reichmann 2012

- in das Jahr 259 n. Chr. fällt einer der ersten Franken-Angriffe zu einer Zeit, da der römische Offizier Postumus von seinen Soldaten zum Gegenkaiser aufgerufen wurde. Er konnte sich in einem „gallischen Sonderreich“ fast zehn Jahre an der Macht halten, seine Residenzstadt war Köln. Die Datierung der Ereignisse in Gellep beruht auf Münzen in einem Geldbeutel, den einer der Gefallenen in seiner Hand hielt. Es handelte sich um 258/259 geprägte Antoniniane u. a. des Severus Alexander.

- insgesamt fanden sich 120 Angriffsopfer und Gefallene im freien Gelände vor der nordwestlichen Kastellecke, mit Kalk bestreut und dort bestattet, wo man sie später gefunden hat; unter den Soldaten auch eine Gruppe von dreizehn Zivilisten – möglicherweise aus dem Vicus oder einer nahen Villa Rustica – die sich in die Grube eines vormaligen Mithras-Tempels geflüchtet hatten.
- vermutlich befand sich eine römische Patrouille auf dem Rückweg ins Kastell, als sie von Germanen angegriffen wurde
- die Zahlen und Fundlage sprechen dafür, dass fast eine ganze Centurie (80 Mann Fußsoldaten) und eine komplette Reiterschwadron (32 Mann) bei dem Gefecht zugrunde gingen.
- letztendlich blieb der Überfall für die Franken aber erfolglos, denn das Kastell konnte – nach Unterstützung durch eine Eingreiftruppe – nicht eingenommen werden.

- 10 bis 15 Jahre später, zum Ende des Gallischen Sonderreiches, wurde Gelduba dennoch von den Franken niedergebrannt.[41]

- das Fundbild an einem Zwischenturm der westlichen Kastellmauer vermittelt einen Eindruck der Geschehnisse. Auf der Sohle des Erdgeschosses lagen zahlreiche Steinkugeln, die per Hand oder mit Schleudergeschützen auf die Angreife geschossen wurden,
- man fand hinter der Mauer zerbrochene Waffen, Teile von Pferdegeschirr und Arbeitsgeräte; auch zwei abgebrochene Klingen von einem Gladius (Legionärsschwert) und einer Spatha (dem Schwert der Reiter) sowie einen für die Zeit altertümlichen Pilum (Speer).
- auf dem mit Brandschutt überdeckten und planierten Gelände wurde das zerstörte Kastell anschließend wieder aufgebaut.

- nach 355 (nach der Erhebung des Magnentius, Offizier „barbarischer“ Herkunft) war das spätrömische Kastell einem weiteren Frankenansturm ausgesetzt. Eine Anzahl archäologischer Funde zeugen von den Vorgängen:[42]

- es gibt menschliche Überreste (Knochen) im Kastellschutt, darunter eine Kalotte mit Hiebverletzungen
- am West-Tor gibt es deutliche Spuren einer Unterminierung. Wegen des nachgiebigen sandigen Bodens hatten die Angreifer keinen Stollen gegraben, sondern eine Ecke des Torturmes seitlich angegraben, das Loch mit Pflöcken ausgesteift und dann die Pfosten angezündet. Durch die Lücke der eingestürzten Mauer beim Turm war das Kastell schließlich eingenommen worden.

- In den Jahren 390 bis 420 (so datieren gefundene Münzen) kam es in Gellep immer wieder zu kriegerischen Auseinandersetzungen. In das Vorfeld des letzten Kastells wurden zur Abwehr Fallgräben und Verhaue errichtet – alles deutet auf erwartete Kampfhandlungen hin. Um 420 wurde die Vormauer mit Erdanschüttungen als Wehrgang ergänzt; auch gab es jetzt hölzerne Wehrtürme die an das Mauerwerk angelehnt waren.[43]

Ob das letzte Kastell durch Kampfhandlungen eingenommen wurde oder nach der Aufgabe durch die Römer unversehrt in die Hände der Franken fiel, ist archäologisch nicht nachweisbar – seine Ruine war noch im 13. Jahrhundert vorhanden. Die an die Zeit der Römer anschließenden Spuren der Franken lassen sich in den Grabungen nahtlos bis ins 8. Jahrhundert nachweisen.

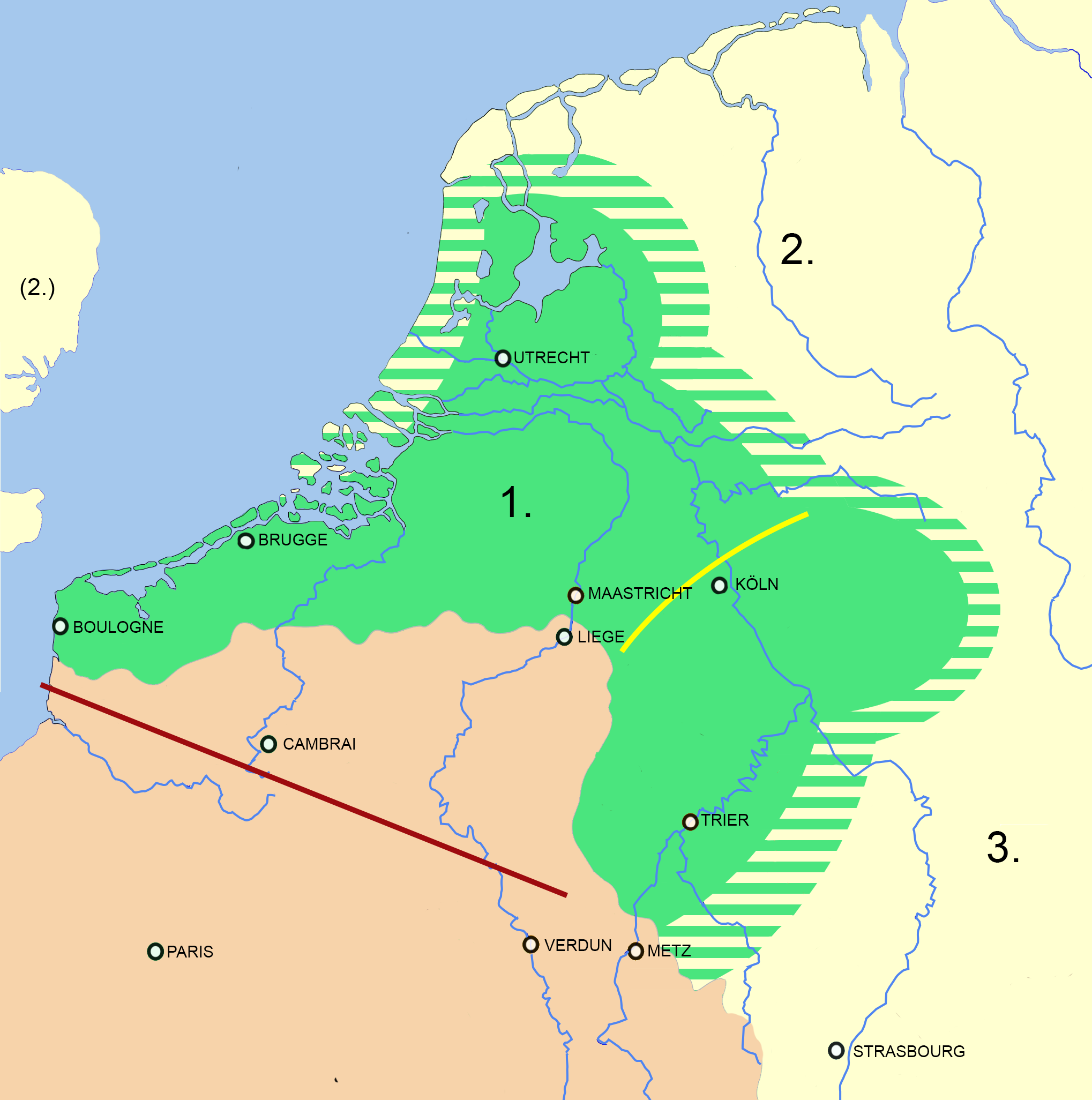
Näherung des altfränkischen Sprachraums der Spätantike, ohne kleinere Sprachinseln in Gallia Belgica.
Legende:
Altfränkische Varietäten (1.)
Nordsee- (2.) und Elbgermanische (3.) Varietäten
Romanische Varietäten
Somme-Aisne-Linie, nördlich davon dominieren germanische Ortsnamen.
Grenze der späteren, aus den elbgermanischen Gebieten verbreiteten, althochdeutschen Lautverschiebung im 7. Jh.

## Fränkische Periode

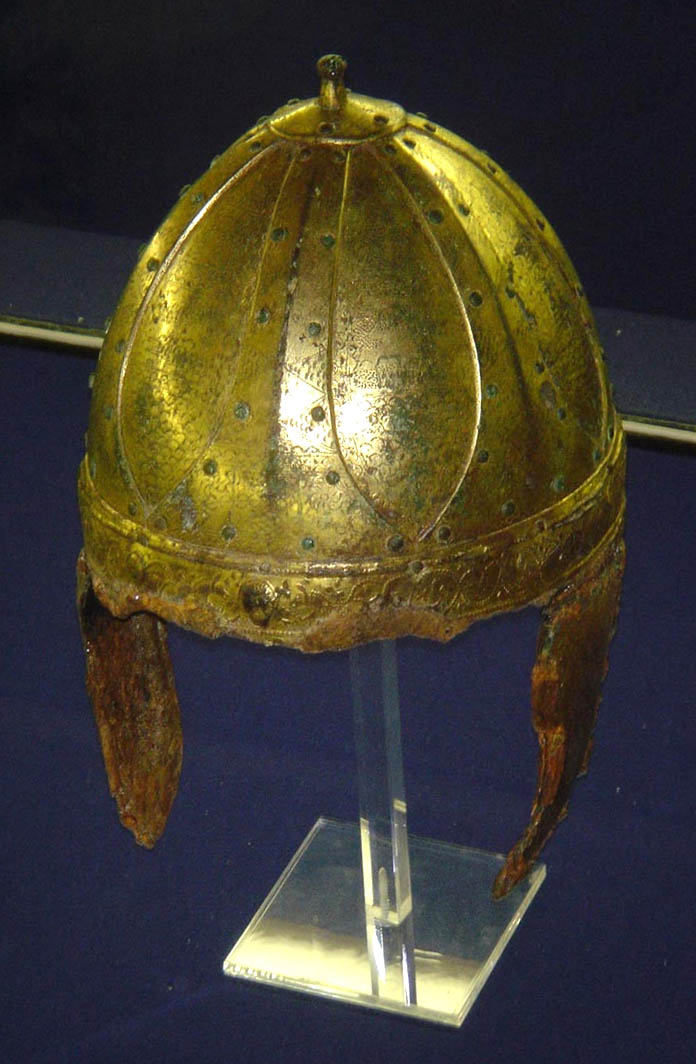
Fränkischer Spangenhelm
aus Grab 1782 (6. Jh.)

Seit dem 3. Jahrhundert waren bislang selbständige Stämme vom rechten Rheinufer, die sich zu den Franken zusammengeschlossen hatten, verstärkt zu Raubzügen in gallo-römisches Gebiet vorgedrungen. Salier und Rheinfranken operierten zunächst getrennt – die Salfranken vom Niederrhein ins belgische Toxandrien, die Rheinfranken vom Mittelrhein nach Süden, bis sie zur Merowingerzeit unter dem König Chlodwig I. vereinigt wurden. Mitte des 5. Jahrhunderts waren nach der Einnahme Kölns alle römischen Einrichtungen am Niederrhein in die Hände der Franken gefallen – so auch das letzte Kastell von Gelduba. Im Raume Gellep gab es allerdings keinen Bruch zwischen römischer und nachfolgender fränkischer Besiedelung. Das gilt auch für die Gräberfelder, in denen die Franken ihre Toten weiterhin bestatteten. Die vielleicht bekannteste Bestattung ist das so genannte Fürstengrab des Arpvar 1782.
Zu dessen Beigaben zählten neben dem goldenen Spangenhelm zahlreiche weitere kostbare Objekte; darunter goldcloisonnierte Beschläge eines Sattels sowie ein Taschenbügel, tauschiertes Pferdegeschirr, Bronzegeschirr, eine schon im 4. Jahrhundert entstandene Glasschale, ein Messerpaar mit goldenen Griffen, ein Silberlöffel (ligula) und ein eiserner Bratspieß. Zur Bewaffnung gehörten unter anderem eine Spatha mit Schwertperle aus Meerschaum, ein Ango, eine Flügellanze, eine weitere Lanzenspitze, eine Franziska, ein Sax und ein Schild, von dem der Schildbuckel erhalten ist. Im Grab fand sich auch eine fast stempelfrische Goldmünze, die einer Prägung von Anastasios I. nachempfunden ist und damit für die Münzdatierung einen terminus post quem von 491 n. Chr. liefert.
- Auf der Bronzekanne ist eine Inschrift mit dem Namen des Besitzers (des fränkischen Fürsten Arpvar, über den in der Geschichtsschreibung weiter nichts bekannt ist) eingeritzt:

ARPVAR ERAT (f)ELEX VNDIQVE PR(a)E(celsus).
Übersetzt: Arpvar war glücklich und überall hoch angesehen.

## Bedeutende Funde

### Gräberfelder

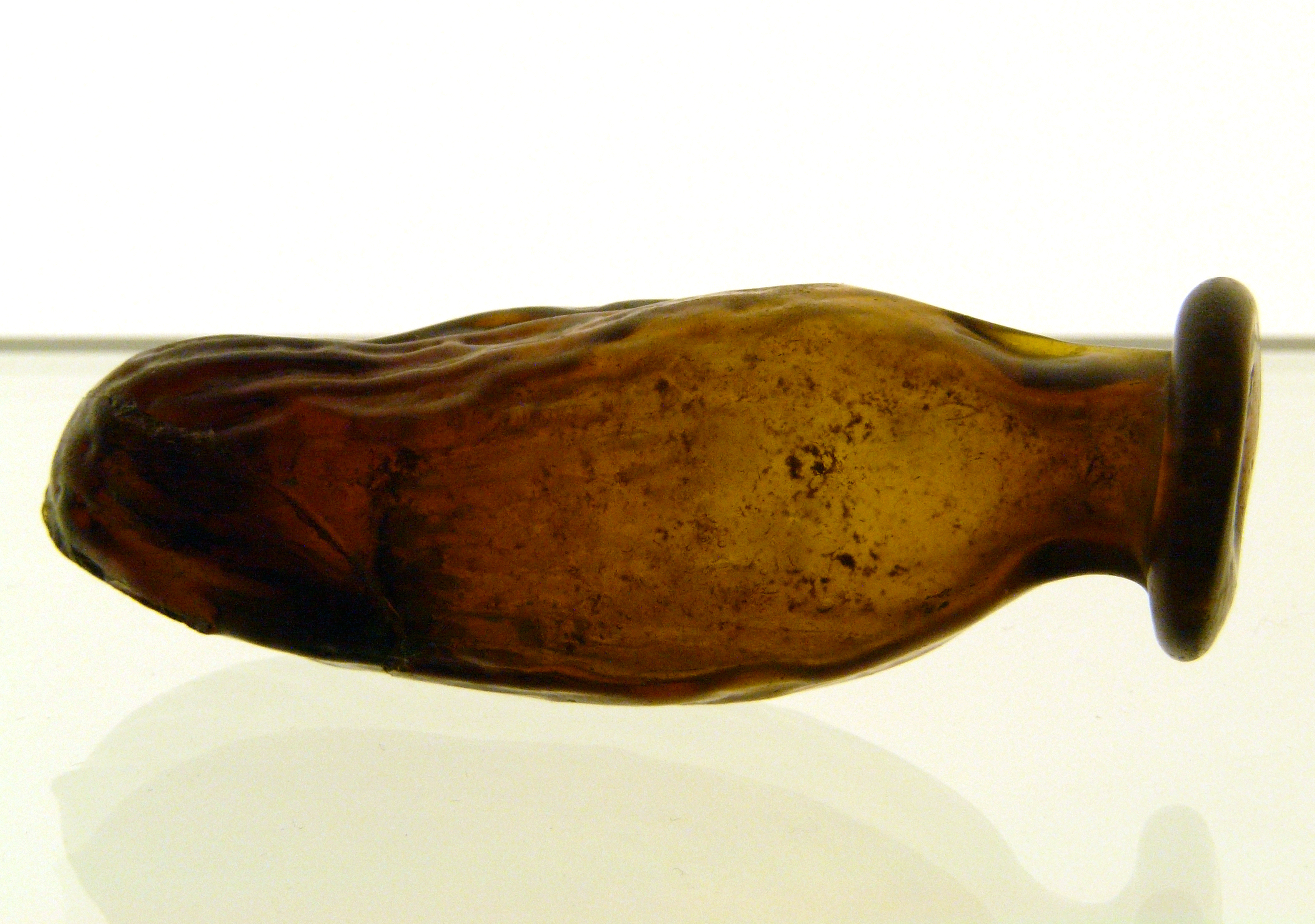
Dattelfläschchen (Syrien, 1. Jh.) aus Grab 533

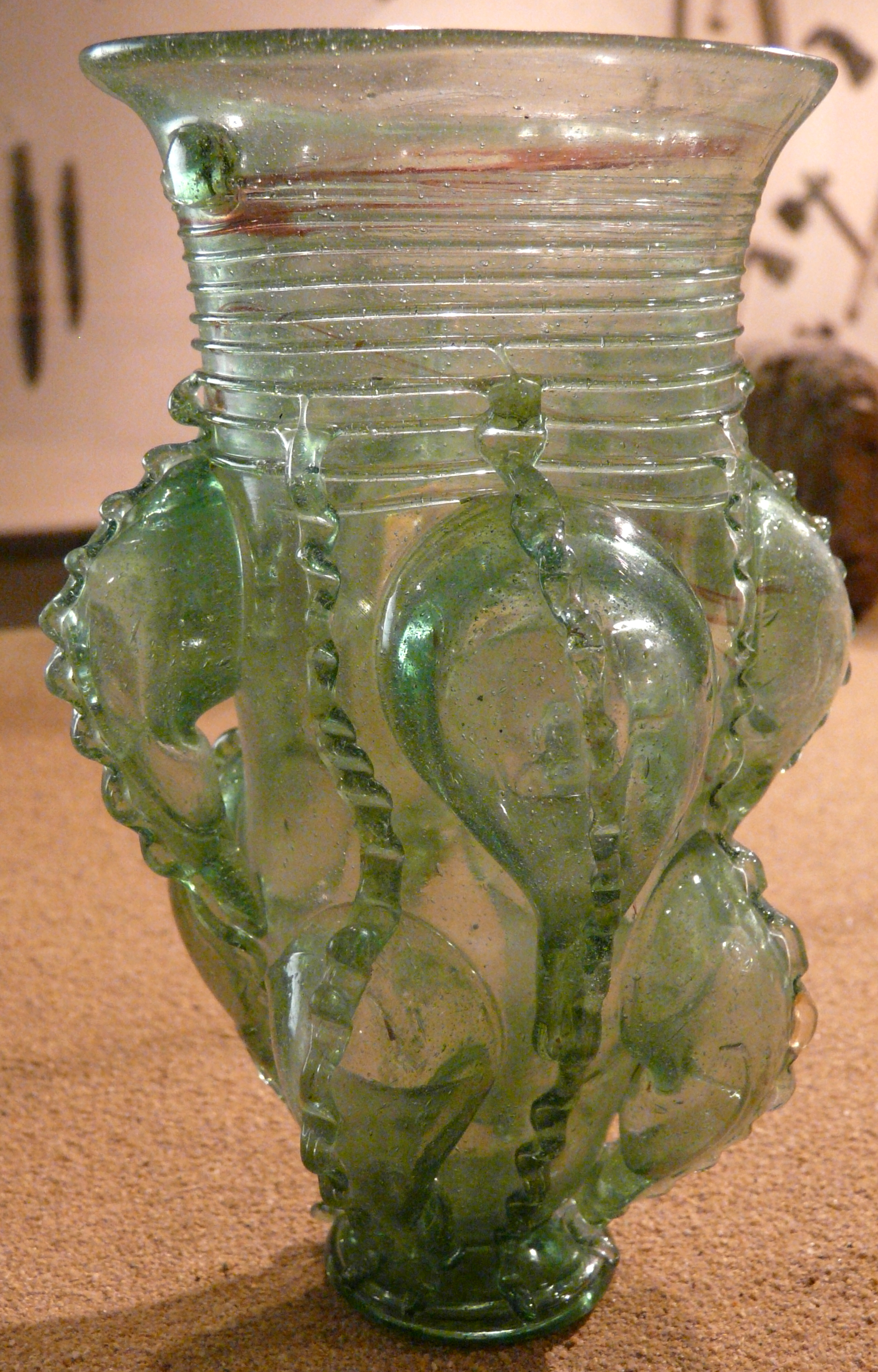
Fränkischer Rüsselbecher
(Mitte 5. Jh.) aus Grab 43

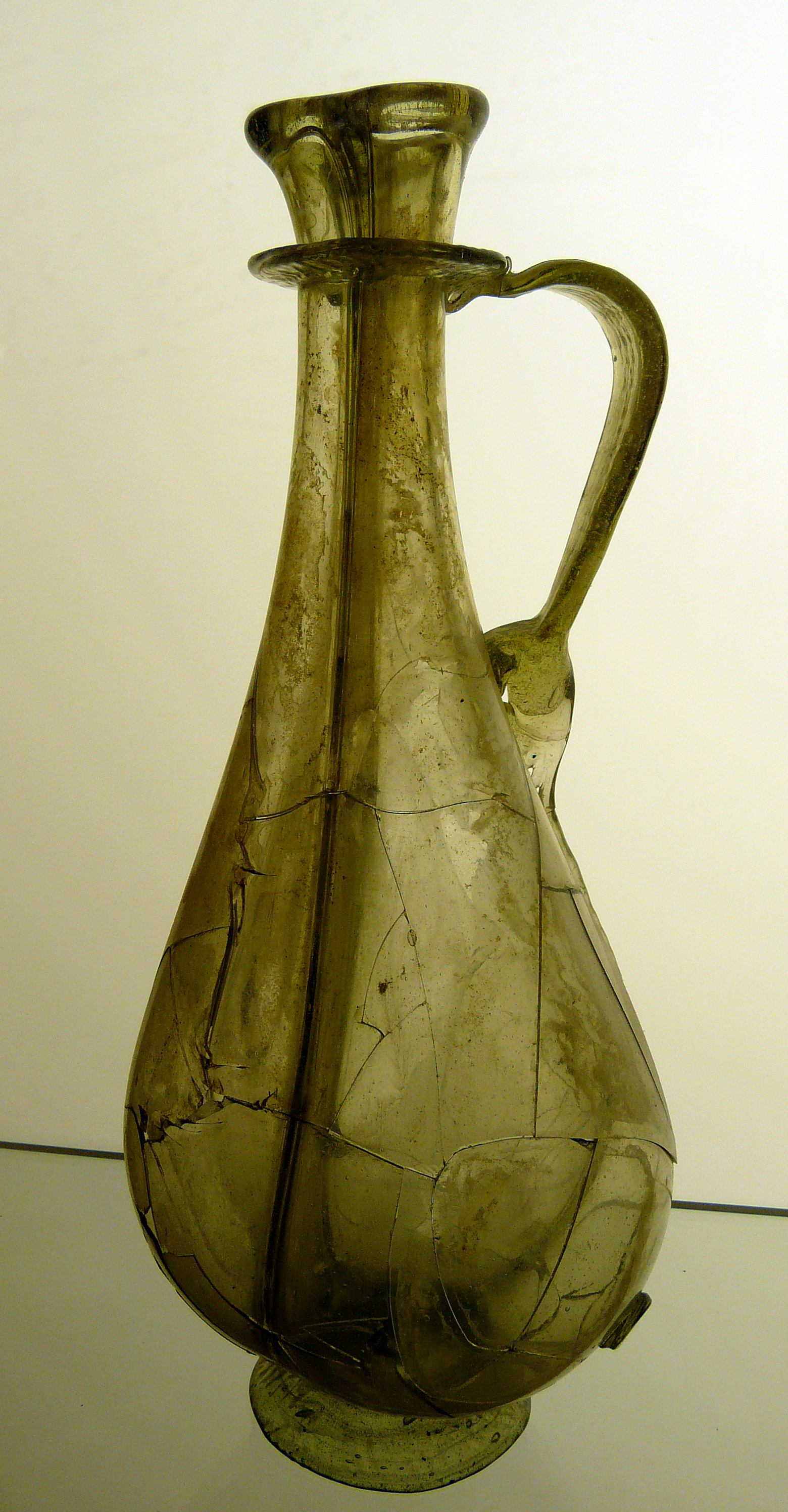
Dreifach unterteilte römische Glasflasche (4. Jh.) aus Grab 2905

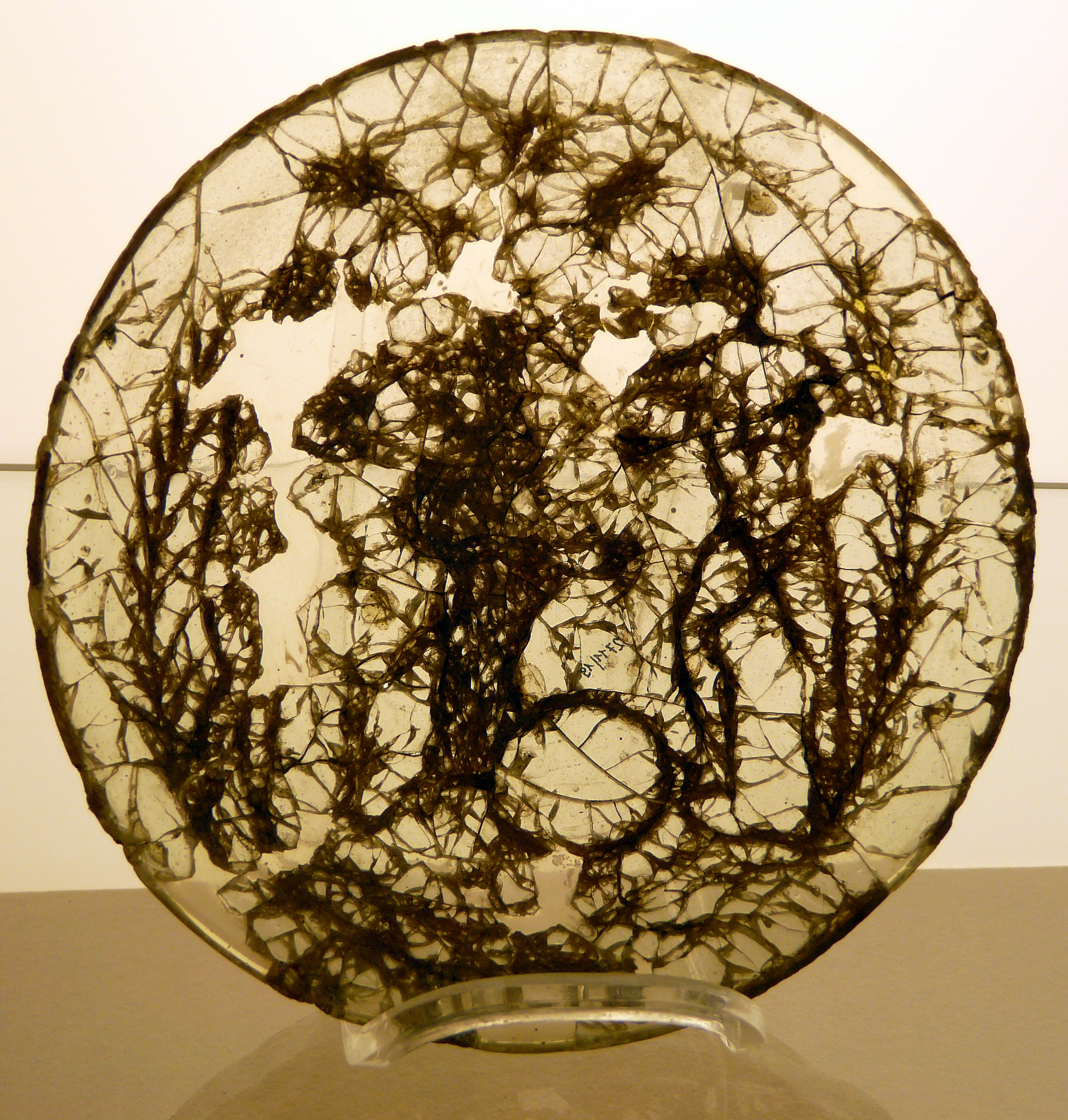
Römische Glasschale mit von hinten eingeritzter Darstellung von Adam und Eva (4. Jh.)

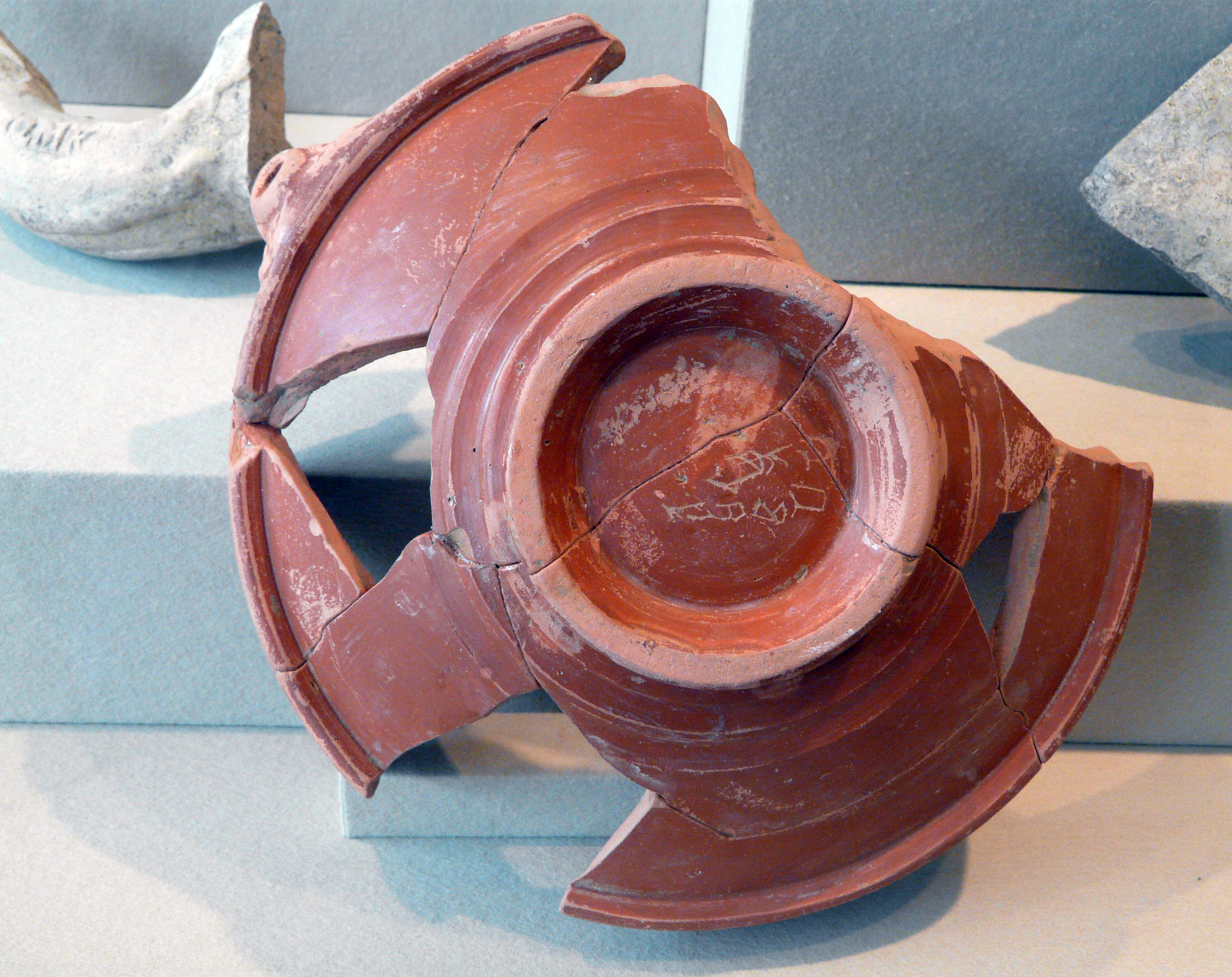
Aramäische Ritzinschrift auf Terra Sigillata Form Drag. 45

Das durch Albert Steeger 1936 bei Gellep (Gelduba) entdeckte Gräberfeld gilt als das größte römisch-fränkische Gräberfeld nördlich der Alpen, das über die Spätantike kontinuierlich bis in fränkische Zeit weiter benutzt wurde. Inzwischen wurden bereits über 6300 Bestattungen ausgegraben und veröffentlicht.

Rekonstruierte Gräber aus dem Gräberfeld von Krefeld-Gellep im Museumszentrum Burg Linn
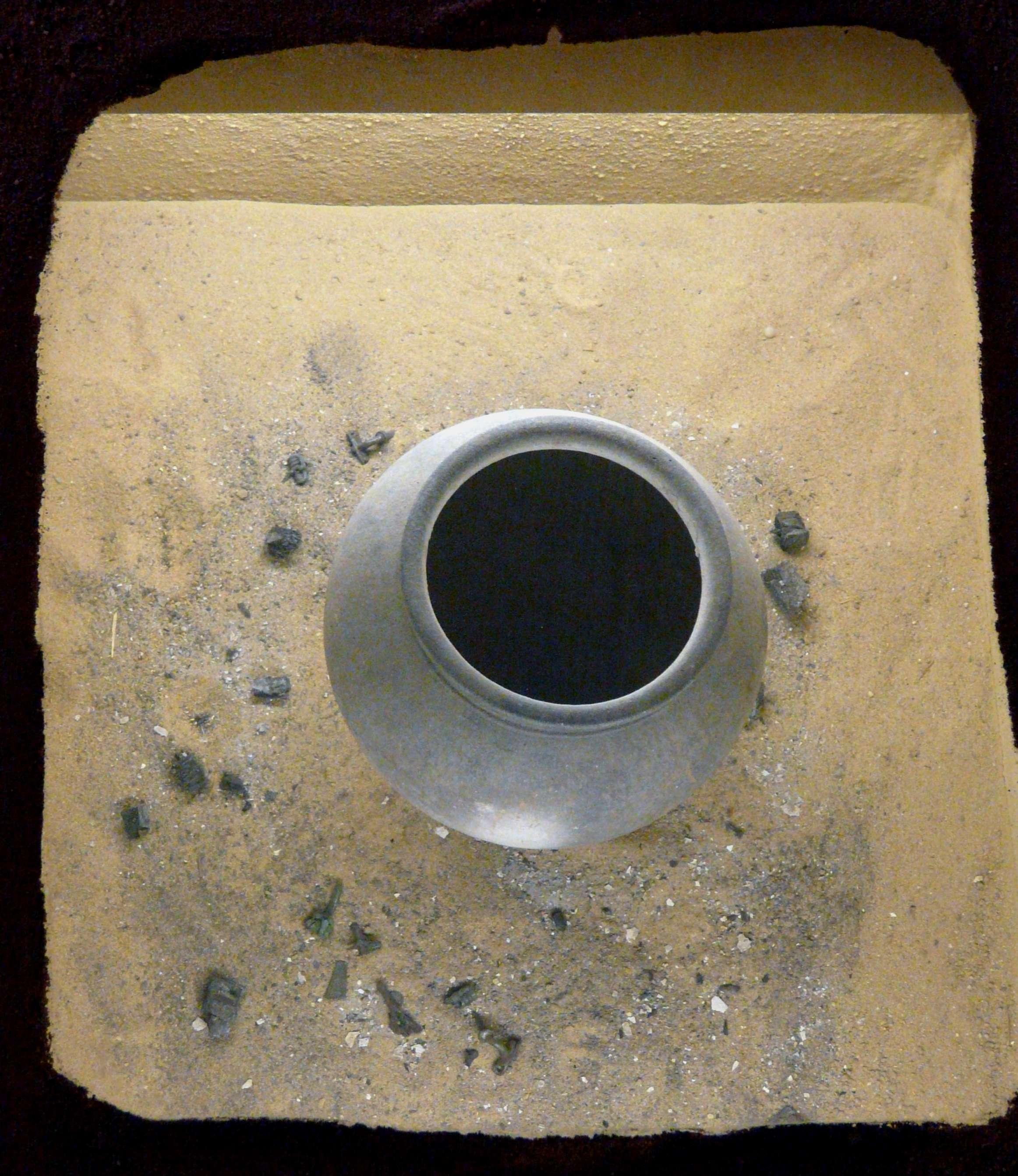
Urnengrab, Grab 3445 (1. Jh.)
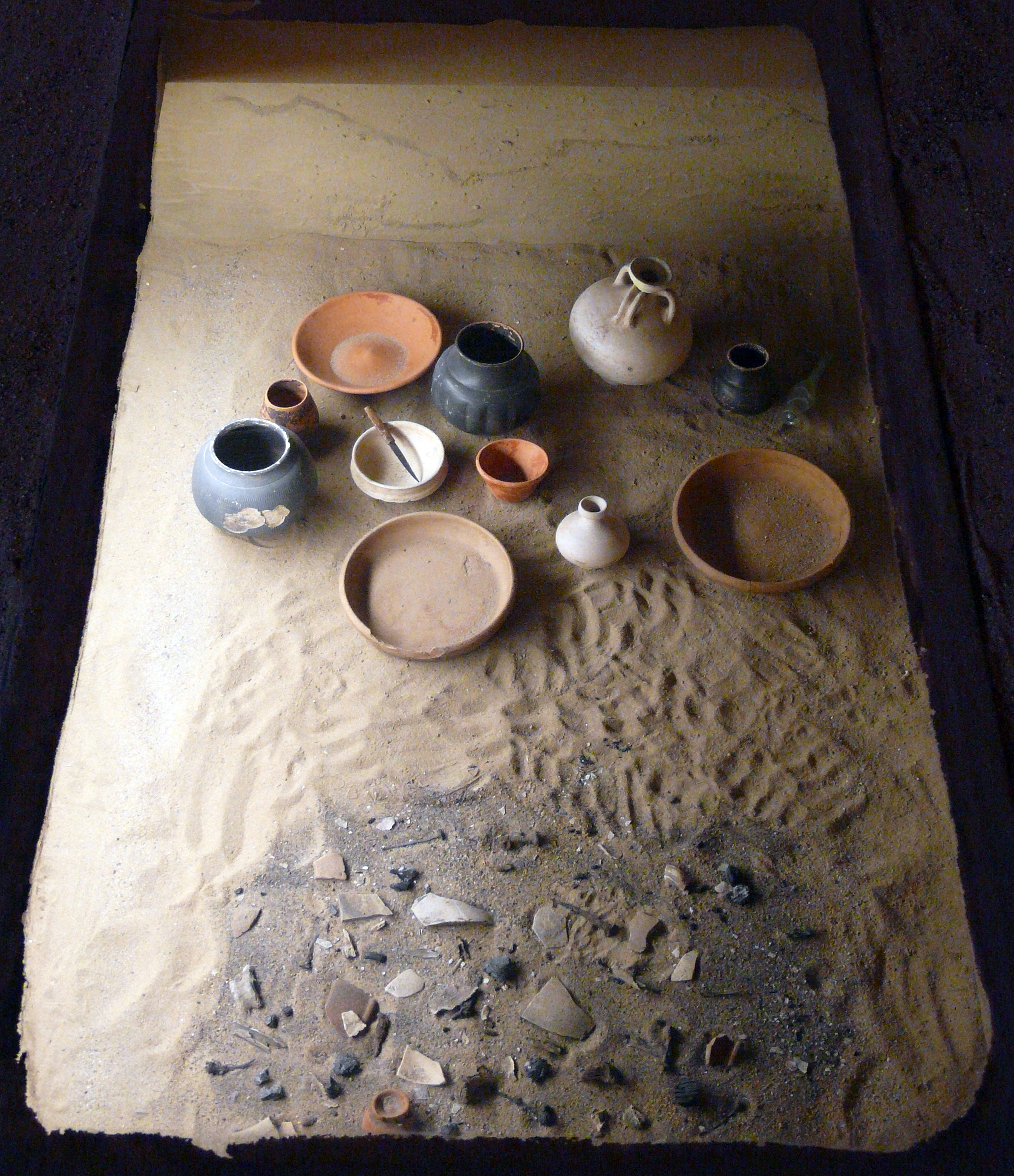
Brandschüttungsgrab, Grab 3941 (Ende 2. Jh.)
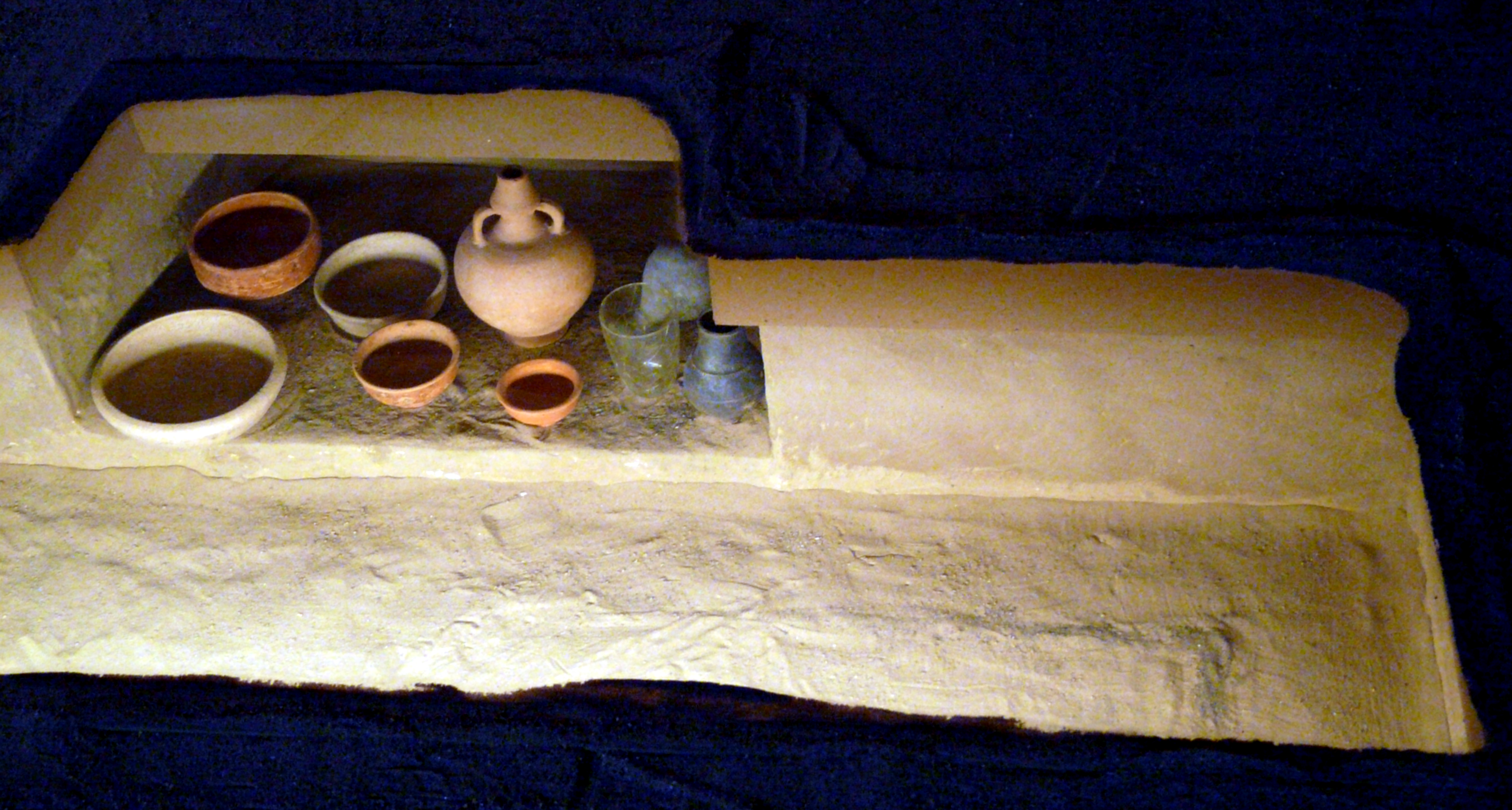
Körpergrab, Grab 3223 (4. Jh.)
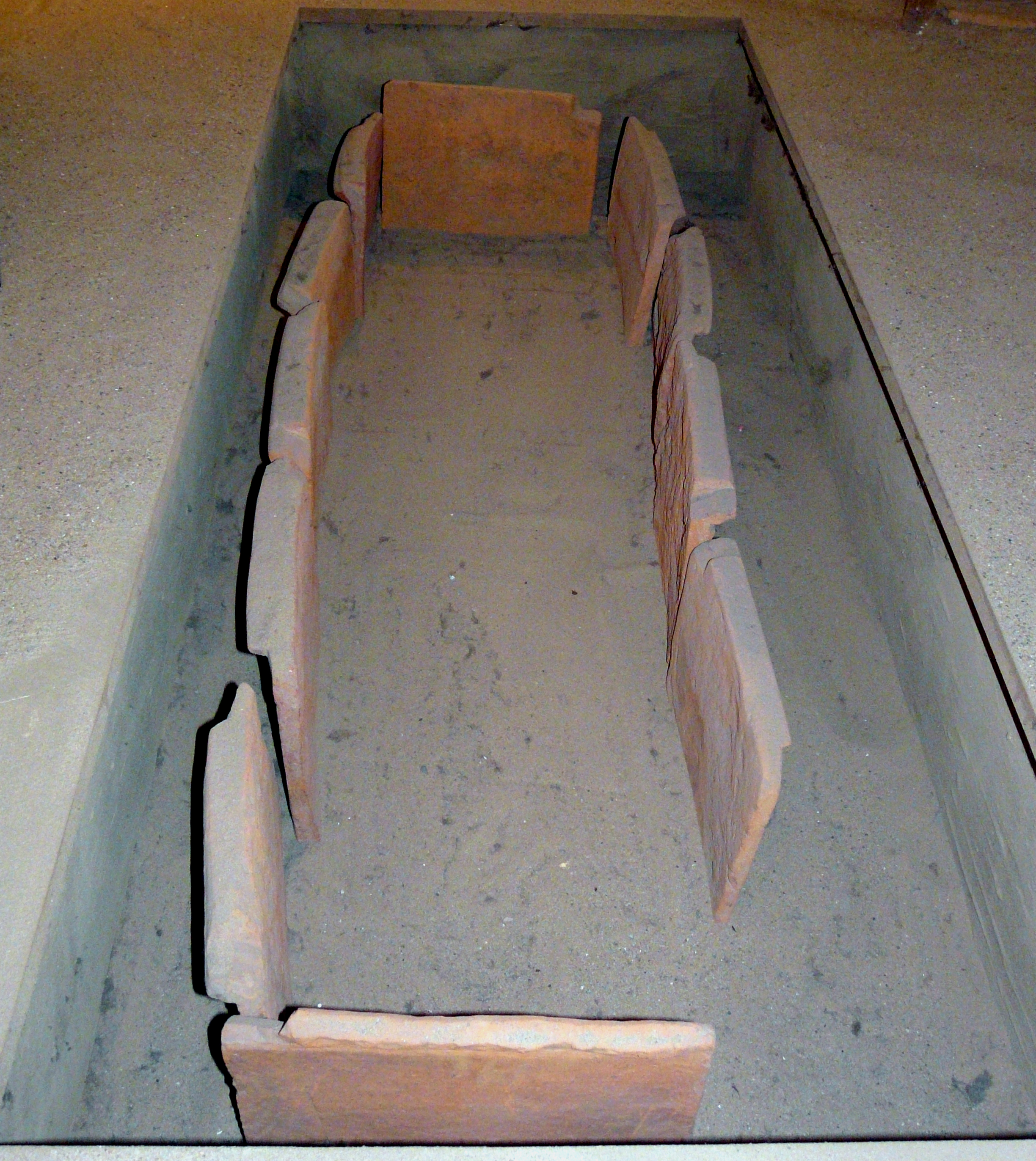
Ziegelplattengrab, Grab 3082 (4. Jh.)

### Denkmalschutz und Fundverbleib
Das Kastell sowie die Bereiche des Vicus und des Gräberfeldes sind Bodendenkmale nach dem Denkmalschutzgesetz von Nordrhein-Westfalen. Nachforschungen und gezieltes Sammeln von Funden sind genehmigungspflichtig. Zufallsfunde sind an die Denkmalbehörden zu melden.
Das umfangreiche Fundmaterial aus Gelduba befindet sich im Wesentlichen im Museumszentrum Burg Linn, unter dessen Regie die bisherigen Ausgrabungen durchgeführt wurden, darunter auch zwei Eisenhelme der Bataver. Funde zeigen, dass die römische Glasbläserkunst an die Franken weitergegeben wurde, die hier anschließend siedelten. Demgegenüber legen die Funde nahe, dass das Wissen über die Herstellung der römischen Terra Sigillata im Laufe des 5. Jahrhunderts verloren ging.

Römische Funde aus Gelduba im Museumszentrum Burg Linn
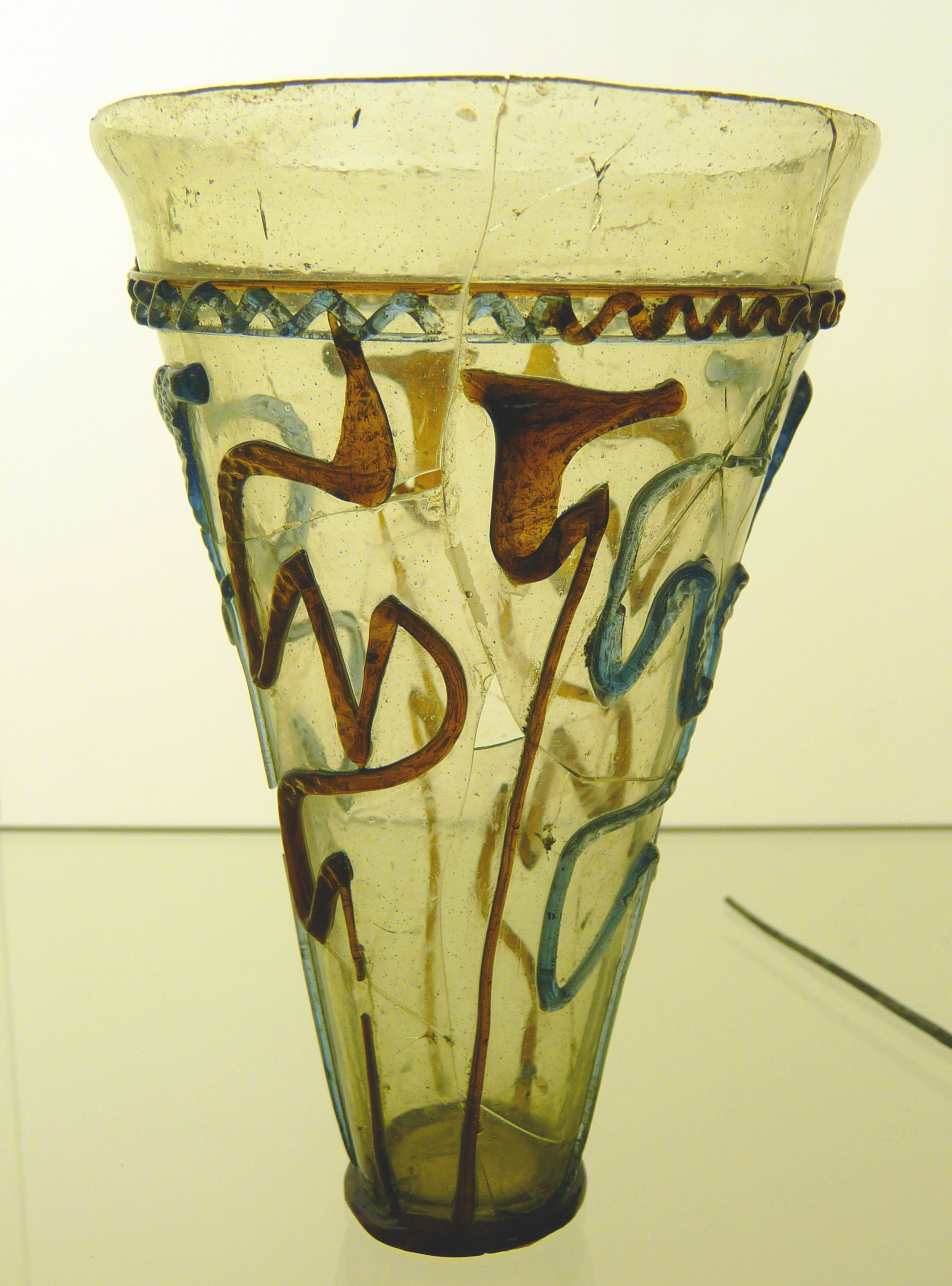
Glasbecher mit Schlangenfadenverzierung aus dem Inventar von Grab 4756 (Ende 4. Jh.)
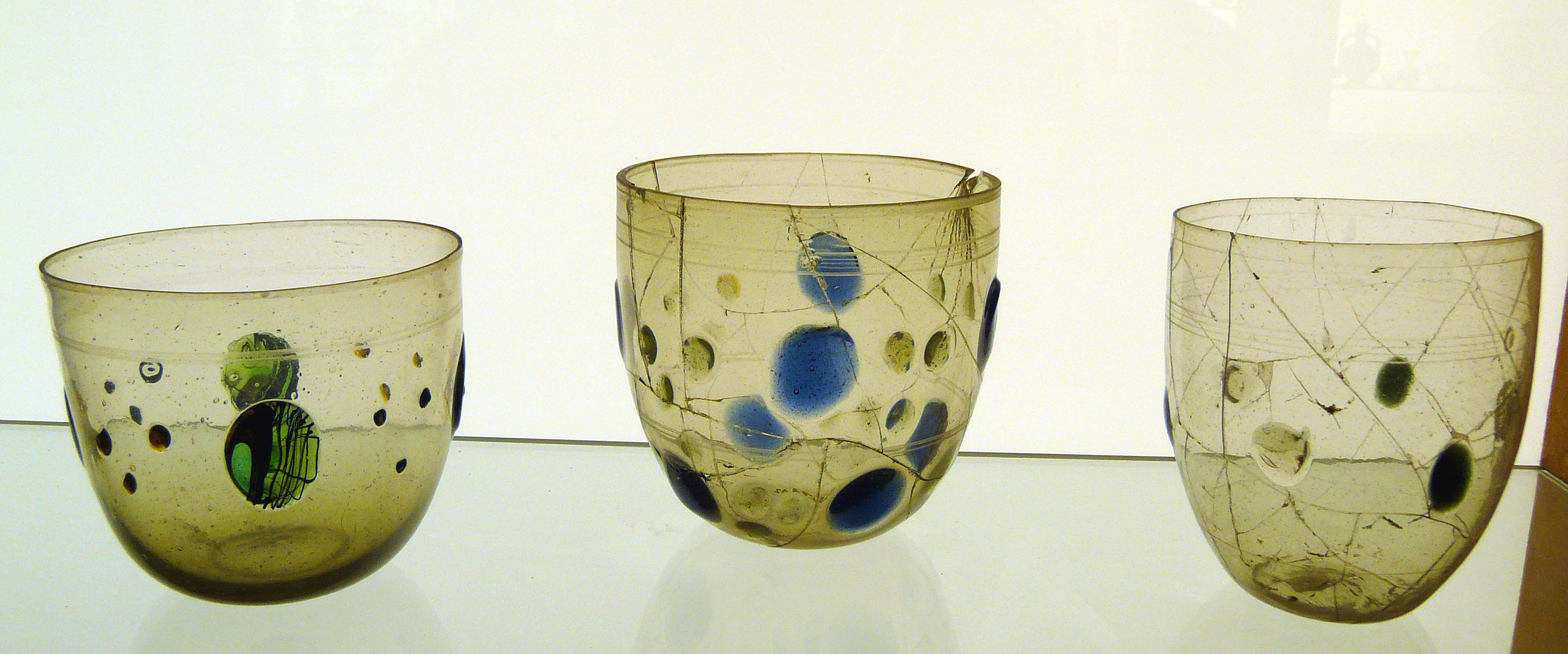
Gläser mit aufgesetzten farbigen Nuppen (4. Jh.)
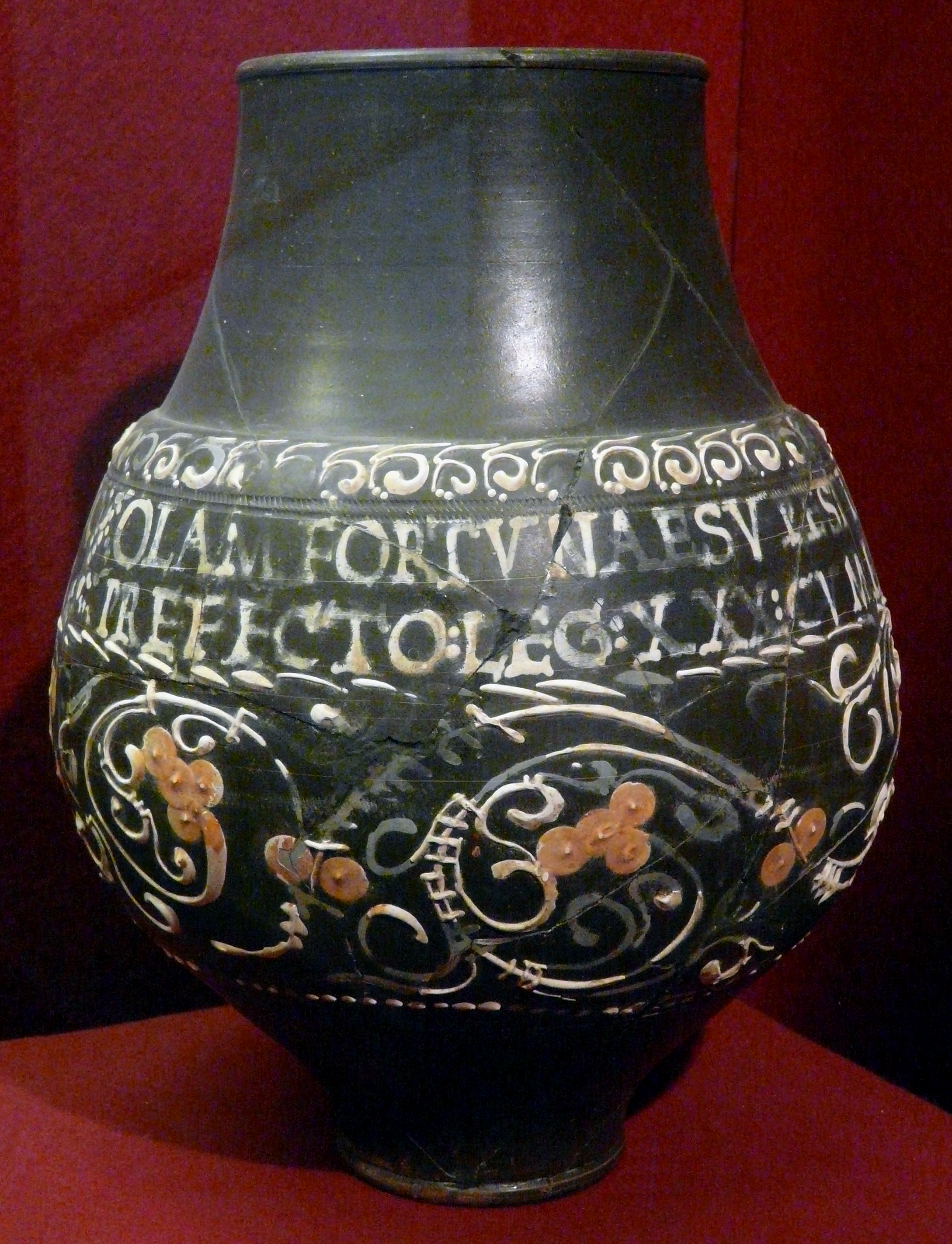
Engobierte Keramik (Trierer Spruchbecher) aus dem Inventar von Grab 5555 (Ende 3. Jh.)
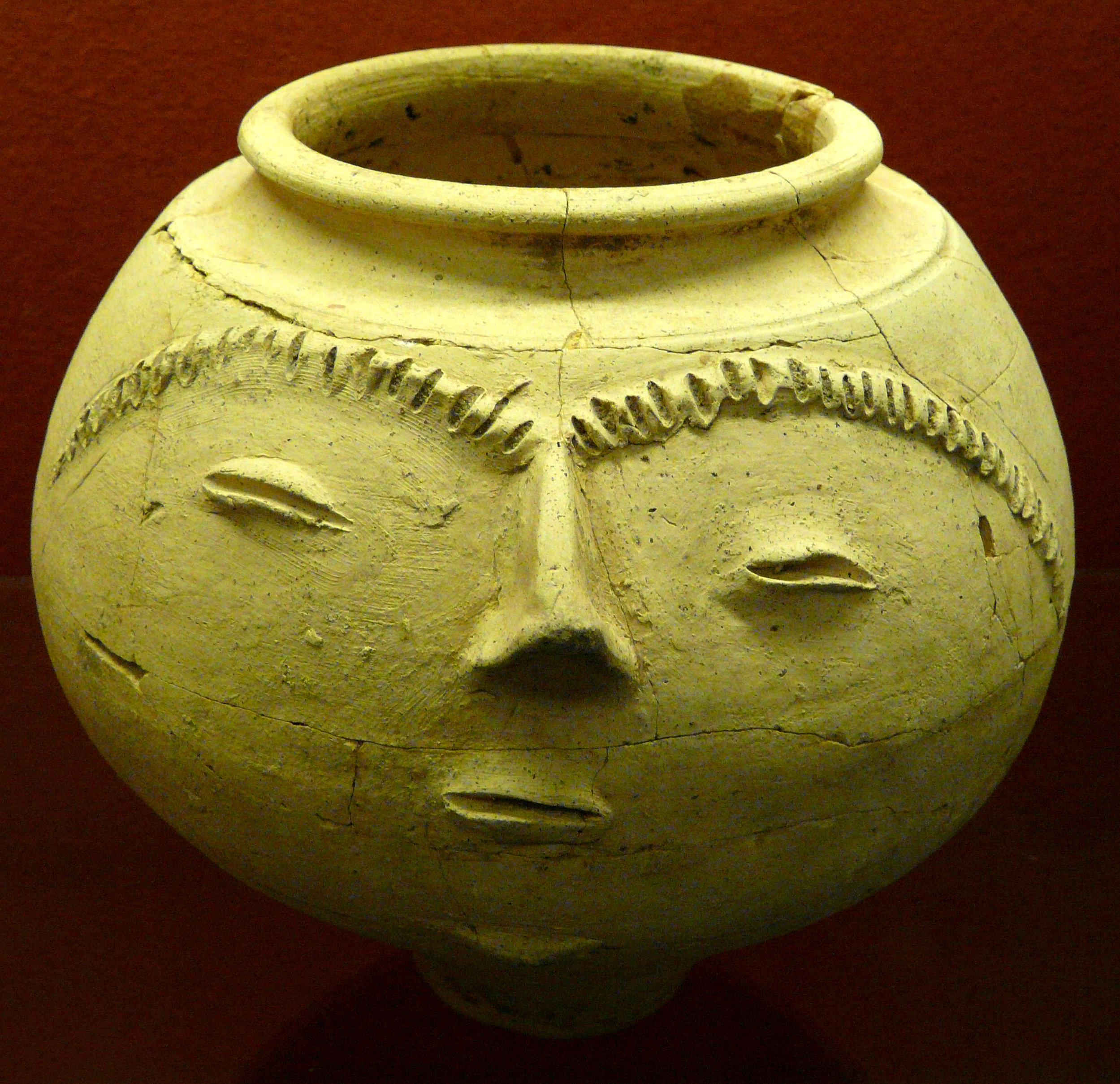
Gesichtsurne (4. Jh.) aus Grab 4237
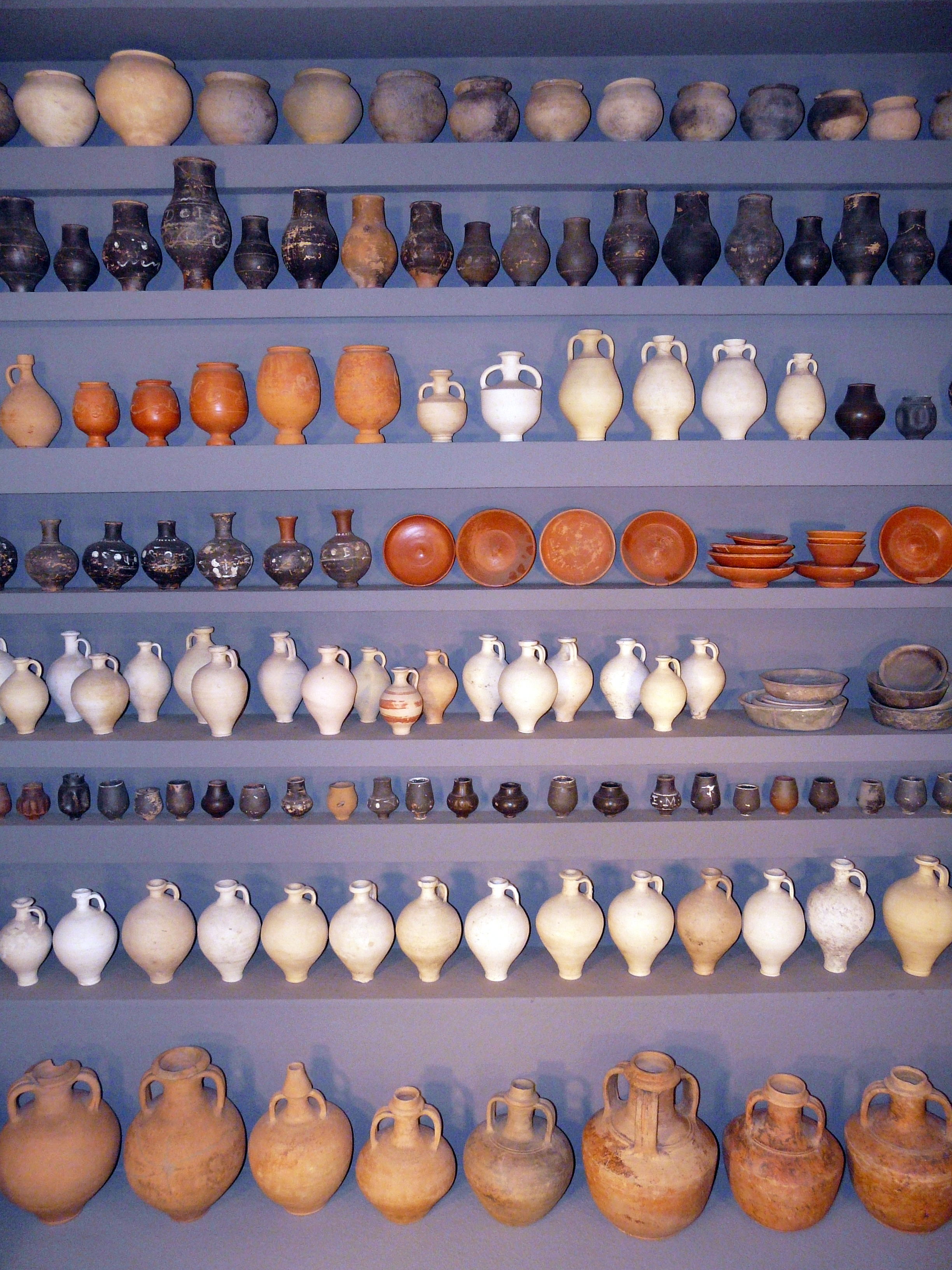
Diverse Keramik aus Gelduba
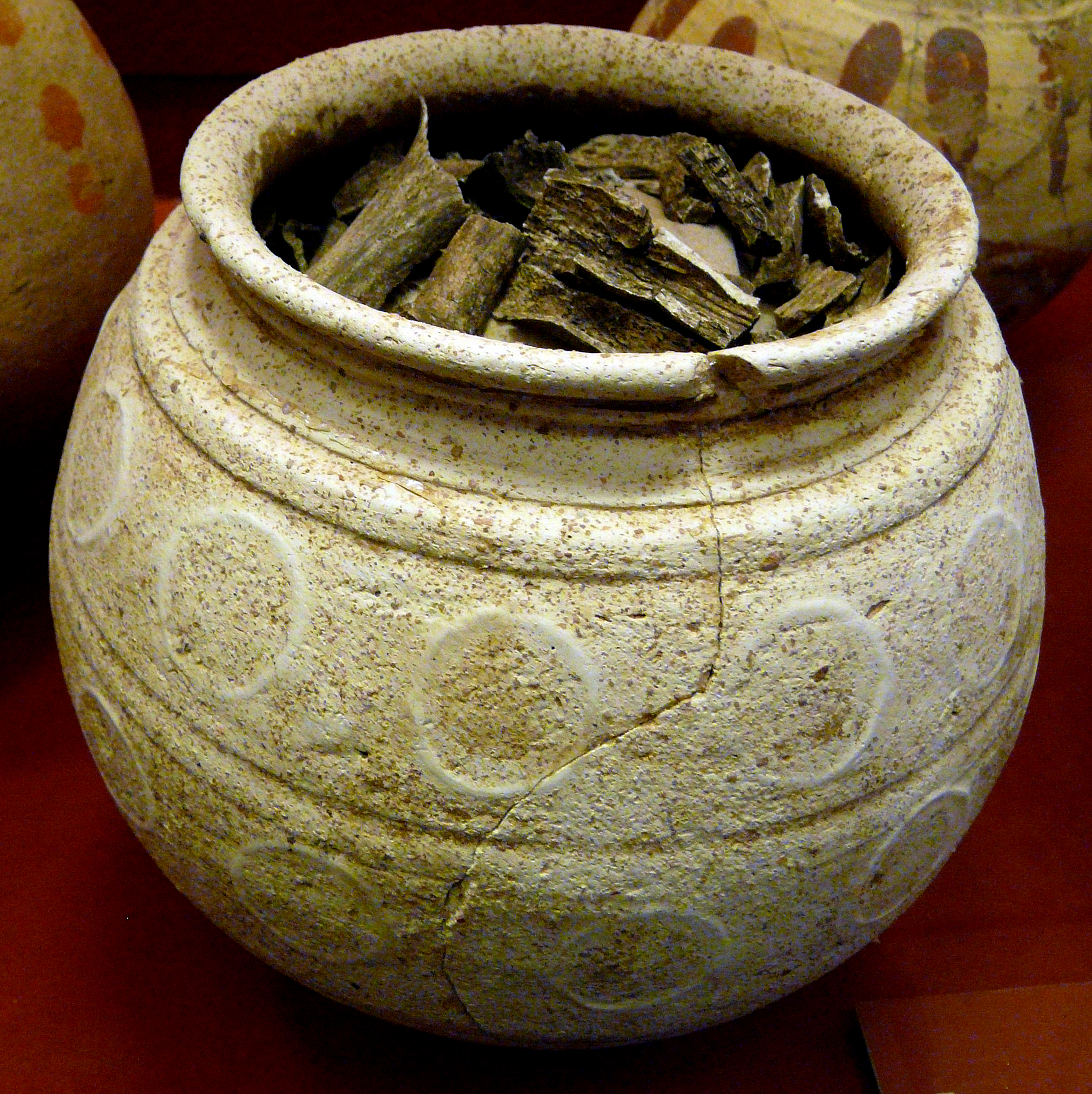
Urne mit Leichenbrand
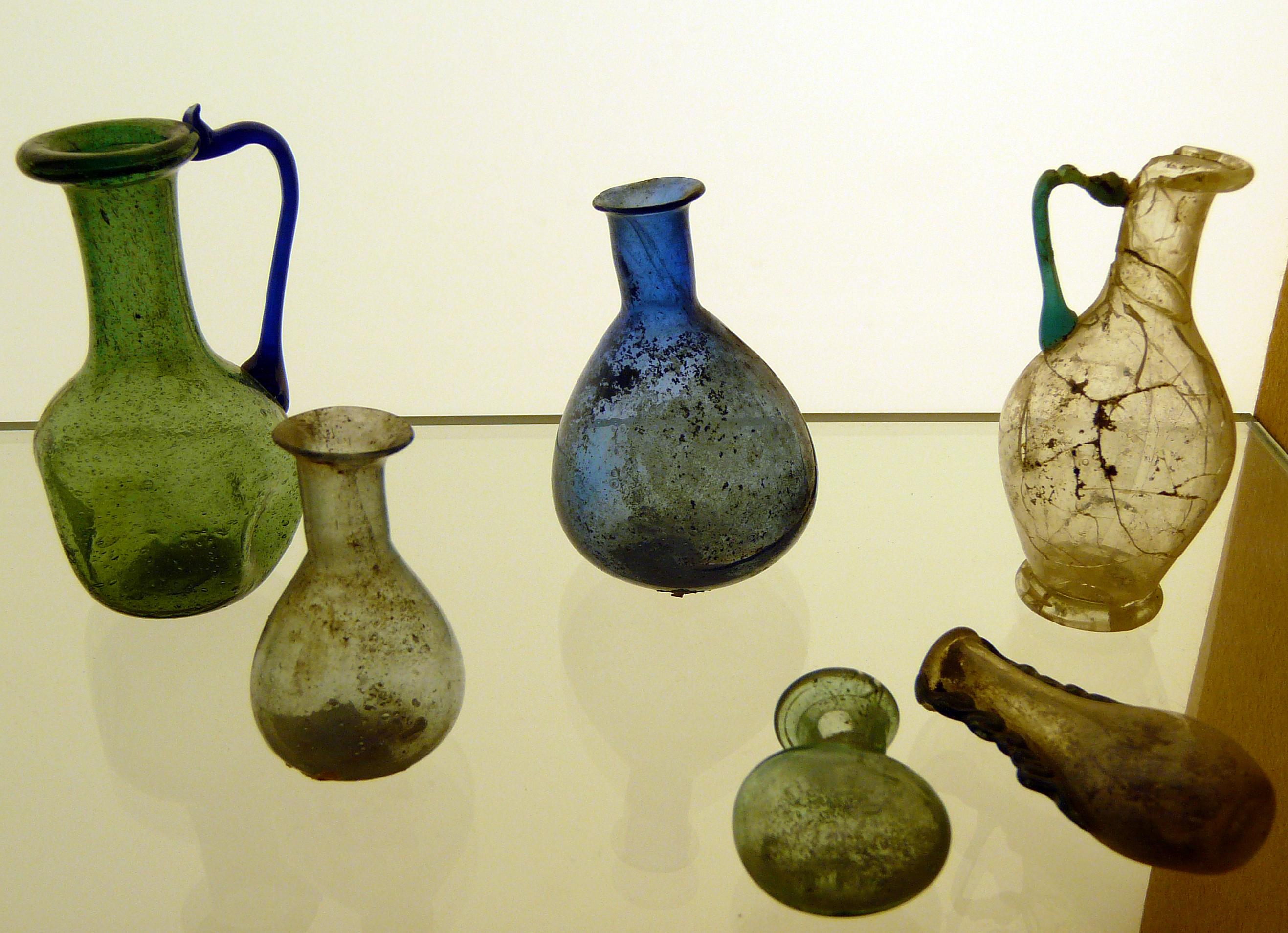
Miniaturfläschchen für Kosmetika und Medizin (1. Jh.)
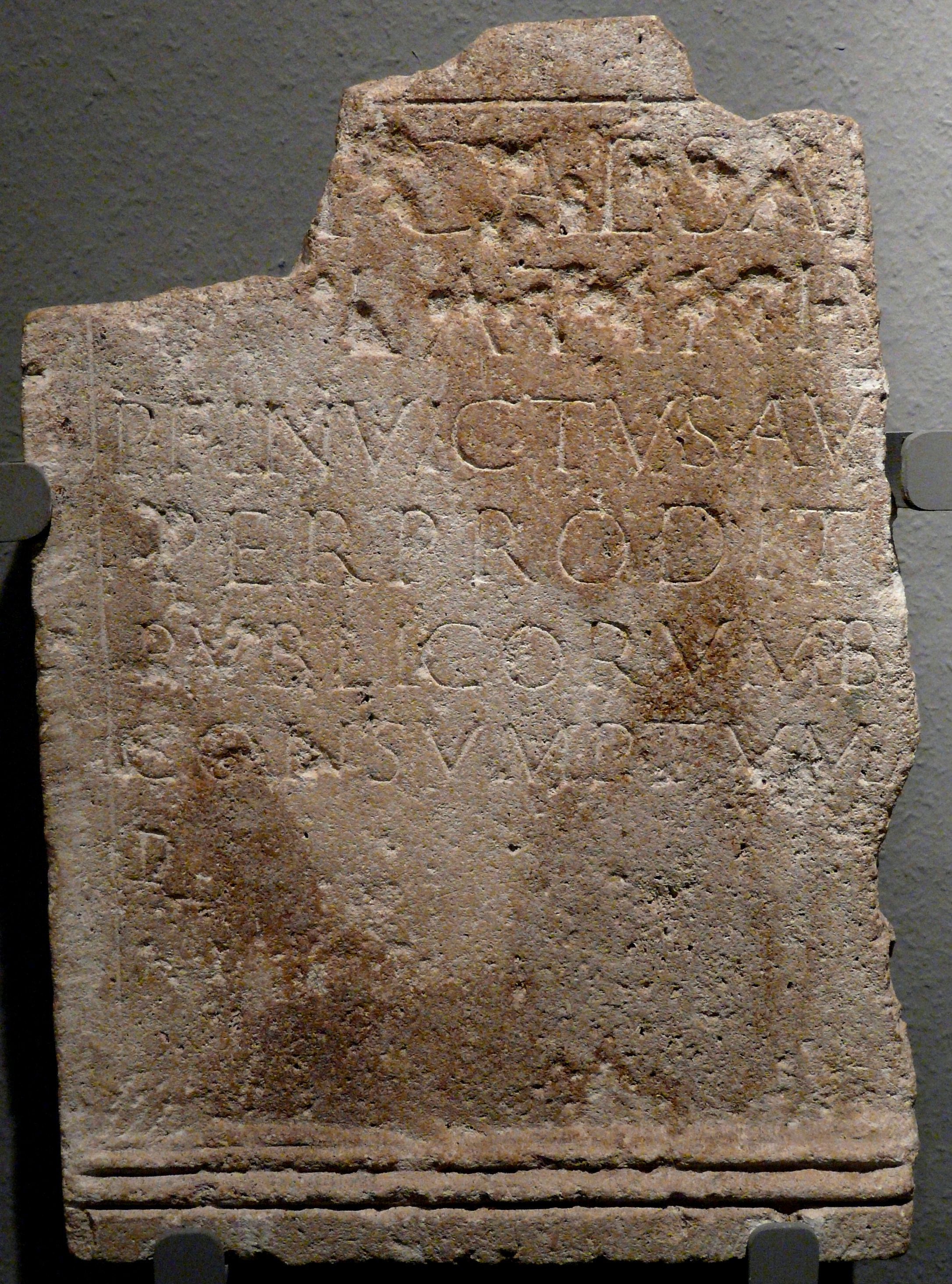
Grabstein AE 2004, 00983